# Österreichische Identität

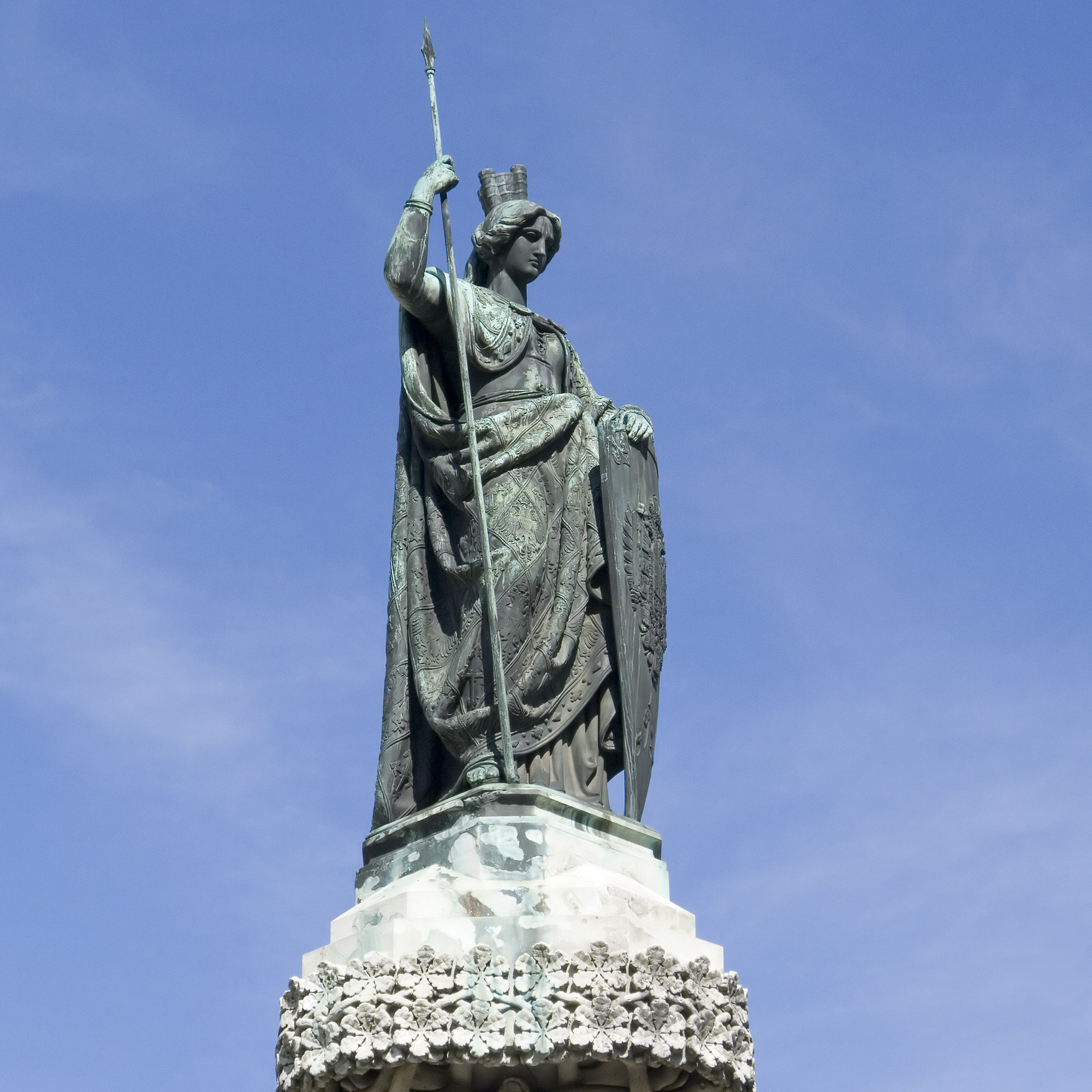
Personifikation der Austria am Austriabrunnen in Wien

Österreichische Identität bezeichnet das „Wir-Gefühl“, das Personen mit österreichischer Staatsbürgerschaft oder österreichischer Herkunft (Altösterreicher, Auslandsösterreicher) in verstärktem Maße seit der Unabhängigkeit Österreichs vom Deutschen Reich am 27. April 1945 entwickelt haben und welches sie subjektiv von Angehörigen anderer Staaten unterscheidet. In diesem Sinne ist der Begriff Österreichische Identität eine kollektive kulturelle, soziale, historische, sprachliche und ethnische Identität, die sich auf die österreichische Bevölkerung bezogen entwickelt hat, die zu einem Zusammengehörigkeitsgefühl innerhalb dieser geführt hat und die in einem klaren Nationsbewusstsein resultiert. Diese Identität entwickelt sich immer weiter und ist bei der Bevölkerung vor allem hinsichtlich der einzelnen Bundesländer auch im Hinblick auf das spezielle Landesbewusstsein verschieden ausgeprägt.
Im Diskurs um eine österreichische Identität und Nation sind geistesgeschichtlich viele verschiedene, einander teils widersprechende Konzepte entwickelt worden. Sie reichen vom Konzept der Österreicher als östlicher Gruppe des bairischen Stammes und Österreichern als Teil einer deutschen Nation bis hin zu dem von Österreichern als eigenständiger primordial-ethnischer Nation. Heute ist die Vorstellung von einer separaten und eigenständigen österreichischen Nation vorherrschend, wobei deren Grenzen je nach ideologischem Nationsbegriff variieren.
Die im 20. Jahrhundert entwickelte, moderne österreichische Identität wird auch mit einem speziellen Österreich-Bewusstsein in früheren Jahrhunderten in Verbindung gebracht. Der Begriff Österreich beziehungsweise der Österreicher selbst war allerdings mit Ausnahme der damaligen Kernländer (vgl. die Bundesländer Oberösterreich, Niederösterreich und Wien als Gebiet des ehemaligen Erzherzogtums) jahrhundertelang eher ein Synonym für das Haus Österreich und den jeweiligen Herrschaftsbereich der landesfürstlichen Dynastie, nicht aber die Bezeichnung für ein Volk. Ebenso waren nach alter Lesart vom Spätmittelalter bis 1848 die jeweiligen Landstände (Adel und Ritter, in Tirol auch die Bauern) die Träger eines jeweiligen spezifischen Landesbewusstseins.
Bereits in den Jahrzehnten nach 1870/71 und insbesondere unmittelbar vor dem Ersten Weltkrieg sowie während des Krieges und danach fand sowohl im katholischen als auch im liberalen Lager mit Hugo von Hofmannsthal, Hermann Bahr, Robert Musil, Friedrich Heer oder Friedrich Torberg gegenüber dem deutschnational freiheitlichen Lager ein Prozess zunehmender Verösterreichisierung und bewusster Abgrenzung von einer deutschen Identität statt. Dabei wurden als Trennlinien zwischen Österreichern und Preußen das Leitbild des in Zentraleuropa lebenden, von William M. Johnston so genannten „theresianischen Menschen“ und die Entwicklung einer „österreichischen Idee“ hervorgehoben. Die „österreichische Idee“ war dabei die zu leistende Vermittlerrolle zwischen der lateinischen, germanischen und slawischen Zivilisation im Rahmen der positiven Pluralität der Habsburgermonarchie.
Gerade nach 1945 wurde die österreichische Identität vor allem in Abgrenzung zum spezifisch österreichischen Deutschnationalismus entwickelt. Eine direkte Linie vom dynastischen Österreich-Bewusstsein zum damaligen Österreich-Bewusstsein wurde dabei durch die Verwerfungen der Zwischenkriegszeit und des Zweiten Weltkrieges nicht angenommen. Erst ab dem Beitritt zur Europäischen Union im Jahr 1995 und der Einbettung der Republik Österreich in eine Staatengemeinschaft wird das „Österreichische“ vermehrt auch als langdauernder historischer Kulturstrang seit der multinationalen Monarchie wahrgenommen. Denn schon das alte Österreich (die Donaumonarchie) galt manchen als ein „Europa im Kleinen“ und auch im damaligen Vielvölkerstaat wurde versucht, mit frühen Formen einer supranationalen Identität die pluralen nationalen wie konfessionellen Identitäten zu überwölben.

## Abgrenzungsansätze
Über das Thema österreichische Nation wurden und werden immer wieder politische Diskurse geführt. Der Identitätsbegriff ist generell emotional und ideologisch aufgeladen; Ruth Wodak schrieb dazu:

„Wir können allerdings in diesem Zusammenhang den Begriff Identität nicht unhinterfragt verwenden. Denn der Begriff ist einerseits schwammig, andererseits derart hochkomplex und vielschichtig, daß für eine wissenschaftliche Analyse, die den vielen Komponenten österreichischer Identität gerecht werden möchte, ein interdisziplinärer Zugang unabdingbar geworden ist.“

Vielfach wurden etwa die Ansichten einiger Vertreter der lange Zeit deutschnational orientierten österreichischen Geschichtswissenschaft, etwa von Ernst Hoor, als „antiösterreichische Geschichtsfälschung“ kritisiert. Der später aufgrund seiner Einstellung zum Nationalsozialismus zwangspensionierte Historiker Taras Borodajkewycz nannte die österreichische Nation daraufhin mit Bezug auf Hoors Aussagen einen „blutleere[n] Literaturhomunkulus“ und ein „Gemisch von Anmaßung und Unkenntnis“. Außerdem schrieb er:
„Die ‚österreichische Nation‘ scheint nur zwischen Unkraut zu gedeihen“.
Da bei der Identifikation des Individuums mit dem ihm (aus der Sicht der den Nationsbegriff Bejahenden) übergeordneten Ganzen, der Nation, gefühlsmäßige und weltanschauliche Tendenzen eine wesentliche Rolle spielen, werden dem Nationsbegriff auch immer wieder metaphysische Eigenschaften bis zur Vergöttlichung (vgl. etwa die Nationalallegorien) zugeschrieben. Der Schriftsteller Ferdinand Bruckner sah diesen Hang zur Übersteigerung vor allem beim österreichischen Selbstverständnis als zentrales Problem an:

„Ob da […] einst in Wien ein glanzvoller Kaiser residierte, oder ob ein blasser Herr Schuschnigg „Österreichs historische Erbpflicht“ erfüllen wollte: immer gab es eine österreichische Fiktion, eine metaphysische Begründung, warum die Österreicher auf der Welt sind. Die Tatsache, daß sie auf der Welt sind, einfach anerkennen, wäre gleichbedeutend gewesen mit dem amtlichen Einverständnis, daß die Österreicher ein Volk sind. Völker brauchen keine metaphysische Begründung. Ihr Dasein beantwortet bereits alle Fragen nach dem Sinn ihrer Existenz.“

Auch Benedict Anderson sieht Nationen als Vorstellungsgemeinschaften ihrer Individuen, die „begrenzt und souverän […] vorgestellte politische Gemeinschaften“ seien, da sich selbst innerhalb der kleinsten Nation nie alle Individuen persönlich begegneten, „aber im Kopf eines jeden die Vorstellung ihrer Gemeinschaft existiert“.
Für Definitionsversuche verschiedener nationaler Identitäten, die zu einer solchen vorgestellten Gemeinschaftlichkeit führen, werden häufig kulturelle, sprachliche, historische, religiöse oder ethnische Gemeinsamkeiten der jeweiligen Bevölkerung gewählt. Laut Anderson sollen „Gemeinschaften […] nicht durch ihre Authentizität voneinander unterschieden werden, sondern durch die Art und Weise, in der sie vorgestellt werden“.

### Sprache
Besonders durch Unterrichtsminister Felix Hurdes wurde nach 1945 die Stärkung des österreichischen Deutsch, das von deutschnationalen Kritikern deshalb auch als Hurdestianisch verspottet wurde, vorangetrieben. Neben der Initiierung des österreichischen Wörterbuches veranlasste er auch die Umbenennung des Schulgegenstandes Deutsch in Unterrichtssprache, die später jedoch wieder schrittweise zurückgenommen wurde. Eine deutlichere Betonung der sprachlichen Eigenständigkeit Österreichs wurde im Zuge der Konsolidierung des österreichischen Nationalbewusstseins immer häufiger gefordert. Dazu gehörte sowohl die Aufforderung zur zunehmenden Verschriftlichung dialektaler Begriffe, als auch die Ablehnung gegenüber außerösterreichischen deutschen Wörtern und das damit verbundene vermehrte Zurückgreifen auf Austriazismen. Das österreichische Deutsch ist mittlerweile als eigenständige Varietät der deutschen Sprache weitgehend anerkannt.
Der Versuch, die nationale Eigenständigkeit über sprachliche Unterschiede zu definieren, ist dennoch schwierig und beschränkt sich auf die Standardsprache. Vor allem im Dialektbereich herrschen große regionale Unterschiede, etwa zwischen den in Vorarlberg und Westtirol vorherrschenden verschiedenen alemannischen Dialektvarianten und den süd- und mittelbairischen Dialekten, die in den restlichen deutschsprachigen Gebieten Österreichs dominieren. Im Verfassungskonvent von 2005 wurde auch darüber diskutiert, die Definition der Staatssprache in Artikel 8 B-VG als „Österreichisches Deutsch“ stärker zu betonen.
Eine sprachliche Nationsbegründung würde allerdings die Einbeziehung der kroatisch-, ungarisch-, tschechisch-, slowakisch-, romanes- und slowenischsprachigen Volksgruppen (anerkannte Minderheitensprachen in Österreich) in den österreichischen Nationsbegriff erschweren. Darüber hinaus wird Sprache, vor allem in Verbindung mit dem Buchdruck, zwar als wichtiger Initialfaktor der Nationsbildungsprozesse gesehen, hat mittlerweile aber wesentlich an Bedeutung verloren.

### Kultur
Manche Wissenschaftler, vor allem in der Konsolidierungsphase des österreichischen Nationalbewusstseins, gingen von einer schon früh eigenständigen österreichischen Kultur aus, die sie in Gegensatz zur deutschen Kultur setzen, um die österreichische Eigenständigkeit auch im kulturellen Bereich zu betonen:

„Katholische Weltauffassung und italienische Barocke prägten vom Siege der Gegenreformation bis Maria Theresia der österreichischen Kultur ihren Charakter auf, protestantische Weltanschauung und französischer Klassizismus beherrschten bis zum Schluß von Gottscheds Diktatur das Geistesleben Deutschlands.“

Einen nationalen Identifikationsfaktor stellt die österreichische Kultur aber erst seit Mitte des 20. Jahrhunderts dar, wobei der breitgefasste Kulturbegriff sowohl klassische und moderne Musik, Literatur und bildende Künste als etwa auch Brauchtum und Volkskultur umfasst. Laut Wendelin Schmidt-Dengler lässt sich eine österreichische Literatur aber nicht allein über das österreichische Deutsch, sondern vor allem über inhaltliche und stilistische Eigenschaften definieren. Der Begriff sei zwar schwer fassbar, von der österreichischen aber als deutscher Literatur zu sprechen, empfand Schmidt-Dengler als lächerlich. Die wird mittlerweile als eigenständige Strömung betrachtet, steht aber weiterhin in Wechselwirkung mit der übrigen deutschsprachigen Literatur.
Diskussionen löst häufig Kulturgut aus, das vor der Nationswerdung – besonders aber vor der Staatsgründung 1804 – entstanden ist und als ausschließlich österreichisch oder deutsch bezeichnet wird. Wolfgang Amadeus Mozart wird beispielsweise in etlichen Quellen als Deutscher oder Österreicher bezeichnet, obwohl zu seinen Lebzeiten weder ein deutscher noch ein österreichischer Nationalstaat bestand und die Bezeichnung Deutscher damals noch nicht im modernen nationalideologischen Sinn belegt war. Über die Frage der „Nationalität“ Mozarts entbrannte ein Zeitungskrieg zwischen der österreichischen Kronenzeitung und der deutschen Tageszeitung Bild.

### Religion
Obwohl Österreich in der Vergangenheit vor allem als katholisches Gegenstück zum protestantischen Preußen verstanden wurde, scheitert eine religiöse Definition des österreichischen Nationsbegriffs nicht nur am säkularen Fundament der Republik, sondern mittlerweile auch an der mangelnden religiösen Homogenität. Viele Staatsbürger bezeichnen sich bereits als „ohne Bekenntnis“, neben der katholischen Mehrheitsbevölkerung bekennen sich aber auch etliche Österreicher zum protestantischen, orthodoxen, muslimischen oder jüdischen Glauben.

### Ethnie
Beim Ethnos handelt es sich, so die Ansicht mancher Ethnologen, im Gegensatz zum Nationsbegriff um eine primordiale, also vom Einzelnen unabhängige Bindung. Während sich ein Individuum zu einer Nation freimütig bekennen kann, ist die Zugehörigkeit zu einer Ethnie, von seinem Willen unabhängig, durch die kulturellen Bindungen und seine Sozialisation vorbestimmt. Von mancher Seite wird auch die Existenz eines österreichischen Ethnos angenommen. Dazu zählen wissenschaftliche Fachliteratur – so sieht das Wörterbuch der Weltbevölkerung den Begriff Österreicher etwa ab 1945 als ethnologisch besetzt an –, Organisationen, Politiker, Medien und Regierungsstellen ebenso wie österreichische Schulbücher und internationale Organisationen.
Für Ernst Hanisch ist der Ansatz zu einem österreichischen Ethnonationalismus ein Problem der „Reaustrifizierung“:
„Mußte doch eine nationale Identität auf einer nicht scharf definierbaren Ethnie aufgebaut werden.“
Die meisten Historiker und Ethnologen sehen heute den Begriff Volk als keine permanente und konsistente Gruppe von Menschen mit gemeinsamer Abstammung an. Die Vorstellung von genealogisch einheitlichen Völkerschaften wird als nazistischer Mythos angesehen. Der Mediävist Jörg Jarnut hält etwa den Begriff Germanen letztlich für eine Konstruktion: „Die Vorstellung von einer ethnischen Einheit der Germanen ist historisch unhaltbar.“
Der Historiker Herwig Wolfram meinte dazu:
„Daß es keine unvermischten Völker gegeben haben kann, hat bereits Seneca logisch deduziert.“
Außerdem, so Wolfram, werde weiterhin an unzutreffenden Abstammungsmythen festgehalten:
„So wollen etwa die Bayern und Österreicher heute noch Boier, das heißt Kelten sein, und in Kärnten gibt und gab es bekanntlich keine oder nur dünn siedelnde Slawen.“
Ein Problem des ethnischen Nationsbegriffs ist, dass dieser ebenso wie die Konstruktion der Sprachnation die anderen Volksgruppen generell ausschließt. Eine gemeinsame österreichische Abstammungsgemeinschaft lässt sich wissenschaftlich nicht feststellen, wird aber auch durch das Vorhandensein einer „österreichischen Ethnie“ nicht zwingend impliziert. Im Vergleich mit anderen Faktoren nehmen ethno-nationale Vorstellungen in Umfragen aber nur einen niedrigeren Platz ein, wenn es um die Frage geht, welche Eigenschaften ausschlaggebend seien, um „ein echter Österreicher“ zu sein. So gaben 2008 52 % der Befragten an, dass die „Abstammung von einem Österreicher“ dafür wichtig sei.

### Willensnation
Im Zusammenhang mit dem Versuch, die österreichische Nation auf ein wissenschaftliches Fundament zu stellen, wird häufig auf den Begriff der Willensnation zurückgegriffen, die sich nicht ausschließlich über Sprache, Kultur und ethnische Homogenität, sondern vor allem über ein „Identitäts- und Zusammengehörigkeitsgefühl“ der Nationsangehörigen definiert. Als Willensnation bezeichnen sich zum Beispiel Einwanderungsländer wie Kanada oder die USA, aber vor allem auch die Schweiz. Von dort stammt auch eine zum Gedenken an den Untergang des Staates Österreich vor 70 Jahren im März 2008 publizierte Meinung:
Die Zweite Republik steht heute glänzend da. Sie ist, anders als damals, nicht nur ein Staatskonstrukt, sondern eine prosperierende Willensnation […].
Auch für den österreichischen Autor und Germanisten Franz Schuh zeigt Österreich die Anzeichen einer Willensnation. Diese zeichne sich „durch die Fraglosigkeit des Bekenntnisses“ ihrer Bürger aus.

### Staatsnation
Da in Österreich in besonderer Weise das eigenständige Staatswesen auf die Herausbildung des Nationsbewusstseins Einfluss nahm, steht auch der Begriff Staatsnation mit im wissenschaftlichen Diskurs. Staats- und Willensnation überschneiden sich dadurch, dass beide auf eine kulturell und ethnisch heterogene beziehungsweise nach außen kaum abgrenzbare Bevölkerung abstellen. Während jedoch bei der Willensnation das staatsbürgerliche Bekenntnis zum Gemeinwesen im Mittelpunkt steht, zielt der Begriff der Staatsnation auf die Bedeutung des Gemeinwesens für die Staatsbürger ab. Das Konzept der Staatsnation wurde nach 1945 vor allem von der SPÖ vertreten, die sich dadurch auch von der Rückbesinnung auf die österreichische Geschichte, wie sie von den Konservativen forciert wurde, abgrenzen wollten. Theodor Körner, der zweite Bundespräsident der Zweiten Republik, meinte über das Nationalverständnis seiner Partei:

„Der internationale Sprachgebrauch definiert jedoch die Nation weder als Sprach- noch als Volks-, sondern einfach als Staatsbürgergemeinschaft. In diesem Sinne ist das Österreichische Volk unbestritten eine eigene Nation. […] So muß auch verstanden werden, daß die österreichischen Sozialisten nicht die ‚gute alte Zeit‘ der Monarchie […] zur Grundlage ihres Österreichbekenntnisses machen können, sondern sich bedingungslos zu der von ihnen mitgeschaffenen Republik Österreich bekennen. […] Die österreichischen Sozialisten sind in ihrem Bekenntnis zur Republik Österreich kompromißlos. Zur Republik – wir würden wünschen, daß alle Parteigenossen des Bundeskanzlers [Anm.: Julius Raab (ÖVP)] auch diesen Teil unseres gemeinsamen demokratischen Bodens vorbehaltlos anerkennen und nicht das Wort ‚Republik‘ vorbegleiten würden, wie an etwas, dessen man sich schämt. Aber das Bekenntnis ist eben kompromißlos zu Österreich. Das haben die österreichischen Sozialisten durch bittere Erfahrung gelernt. Sie stehen heute ohne Einschränkung zum österreichischen Gedanken. […] Wir sind österreichischnational.“

Gegen die Klassifizierung Österreichs als ausschließliche Staatsnation spricht allerdings, dass gerade der Zeitraum, in dem es keinen österreichischen Staat gab, für den Nationswerdungsprozess von besonderer Bedeutung war. Außerdem lässt der Begriff Staatsnation kulturelle Identitäten außer Acht und schließt das Vorhandensein österreichischer Minderheiten eher aus. Die Autoren des 2009 veröffentlichten Buches „Die Österreicher/innen – Wertewandel 1990–2008“ sehen Österreich im Spannungsfeld zwischen Kultur- und Staatsnation. Grund dafür sind Umfrageergebnisse, die sowohl die Bedeutung von Sprache und Kultur als auch der Verbundenheit mit dem österreichischen Staat hervorhoben.
Dies entspricht auch internationalen Befunden. In einem Vergleich von 33 Ländern wurde gezeigt, dass überall sowohl politische Aspekte (Staatsbürgerschaft, Befolgen der Gesetze), kulturelle (Sprache, manchmal auch Religion) und persönlich-soziale Merkmale (Gefühl der Zugehörigkeit zum Land, im Land geboren sein) eine Rolle für nationale Identität spielen.

## Geschichte

### Vom Mittelalter bis zum Ende des Heiligen Römischen Reiches

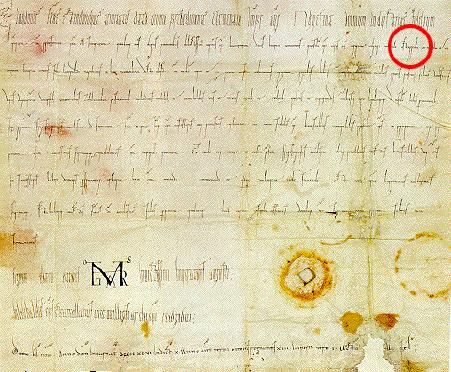
Urkunde von 996 mit der erstmaligen Namenserwähnung „Ostarrîchi“.

Vorläufer des Namens Österreich bestanden seit dem Frühmittelalter. 996 wurde er erstmals als Ostarrichi urkundlich erwähnt, im 13. Jahrhundert dann als „Osterrich“. Zunächst galt diese Bezeichnung nur für das Gebiet des Herzogtums Österreich, später auch für den weiteren habsburgischen Herrschaftsbereich um das Kernland der Erblande. Zu dieser Zeit bestand weder der ethnische Volks-, noch der Nationsbegriff in seiner heutigen Bedeutung, ‚Österreicher‘ waren die Einwohner der Erblande als Untertanen der Hausmacht des Hauses Österreich (Domus Austriae), militärisch die eigenen Truppen der Habsburger unter der rot-weiß-roten Fahne der Erblande. So wurde Wien laut Friedrich Heer zum Zentrum eines ersten – wenn auch noch monarchisch-territorial geprägten – Österreich-Bewusstseins: Die Identifikation des Einzelnen mit der Gesellschaft war bis zur Moderne vor allem durch die christliche Religion und die Eigenschaft als Untertan eines Herrschers oder einer Dynastie geprägt. Sprachliche und ethnische Identifikationsschemata spielten in der Vormoderne nur eine untergeordnete Rolle. Tradition und Identität sind durch Berufung darauf und deren darausfolgende Konstruktion entstanden. Für das Habsburgische wurde dieses Konzept später als Altösterreich formuliert.
Österreich, als Teil des Heiligen Römischen Reiches, sollte unter Friedrich II. zum Königtum erhoben werden, was jedoch am Tod des Kaisers scheiterte. Ab 1512 wurde es schließlich gebräuchlich dieses Reich mit dem Zusatz Deutscher Nation zu versehen, vor allem um sich gegen die Franzosen abzugrenzen. Kaiser Maximilian I. wollte damit bei den widerspenstigen deutschen Reichsständen ein allgemeines Interesse postulieren und diese zur Stellung von Geld und Truppen motivieren; bei seiner Selbstdarstellung spielte der Begriff „deutsche Nation“ jedoch keine Rolle. Der österreichische Historiker Otto Brunner, selbst Großdeutscher, führte dazu aus, dass diese Nation „nicht einfach im Sinn der Grenzen des deutschen Volkstums verstanden werden kann“. Zum Reich gehörten auch Länder wie Böhmen und italienisch- oder französischsprachige Gebiete. Die Floskel Heiliges Römisches Reich Deutscher Nation verschwand gegen Ende des 16. Jahrhunderts jedoch wieder weitläufig. Der Staatsrechtler Johann Jacob Moser bezeichnete sie 1766 als „angenommene Redensart“. Erst zur Zeit der Napoleonischen Kriege und bereits nach der Auflösung des Reiches 1806 wurde der Begriff durch Karl Friedrich Eichhorn reaktiviert und im Kontext der erwachenden Nationalbewegung eingesetzt. Der deutsche Historiker Karl Zeumer war 1910 der Meinung, es könne „sich kaum jemand der Überzeugung verschließen, dass ernsthafte wissenschaftliche Historiker den Ausdruck [Heiliges Römisches Reich ‚Deutscher Nation‘ Anm.] in der seit Eichhorn und Ficker hergebrachten Weise nicht mehr verwenden dürfen. Länger freilich wird es dauern, bis man in der populären und Schulliteratur auf den Gebrauch der so gelehrt klingenden und volltönenden Phrase verzichten wird.“
Es kann für diesen Zeitraum, bezogen auf das heutige Österreich und Deutschland, schwerlich von einer „gemeinsam deutschen Geschichte“ gesprochen werden. Vielmehr handelte es sich um ständige Auseinandersetzungen zwischen den Reichsständen und dem Kaiser, welcher meist aus der Dynastie der Habsburger stammte. Während die deutschen Reichsstände erfolgreich eine von den Kaisern aus dem Hause Österreich (v. a. Karl V. und Ferdinand II.) angestrebte und das ganze Reich integrierende Staatsbildung abwehren konnten, gelang es den Habsburgern die Staatsbildung in ihren Erbländern voranzutreiben und diese vollständig dem Zugriff der Reichsinstitutionen – wie Reichstag und Kammergericht – zu entziehen und so aus dem Reich zu desintegrieren. Ein nationales Identitätsbewusstsein im modernen Sinn existierte noch nicht. Während für die „unteren“ Bevölkerungsschichten nur lokale Bindungen eine Rolle spielten, lagen bei den Eliten verschiedene, kaum miteinander konkurrierende Identitätsebenen in Gemengelage.

### Entwicklungen bis zur kleindeutschen Lösung

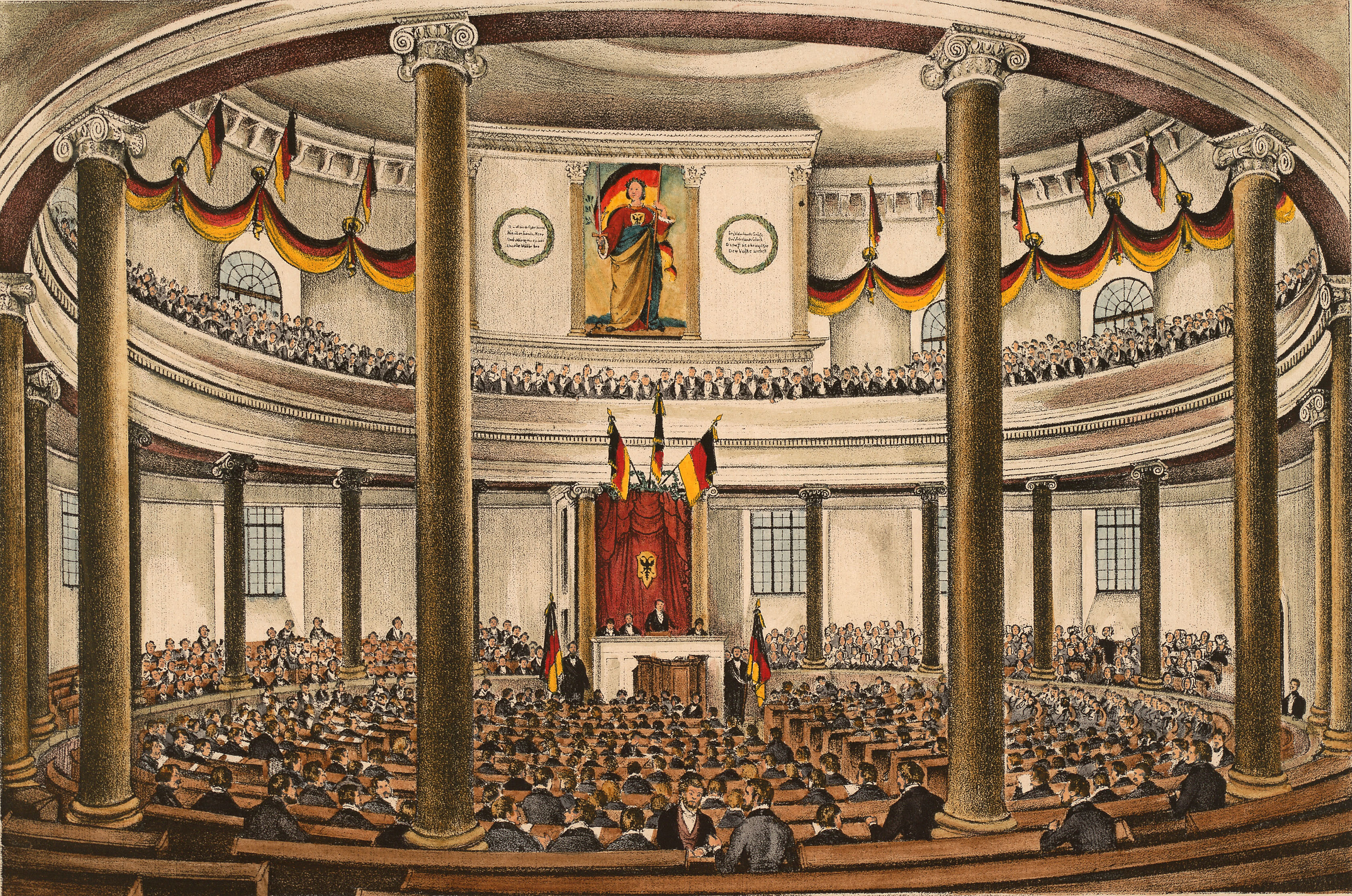
An den Sitzungen der Nationalversammlung in Frankfurt am Main nahmen auch Abgeordnete aus Österreich teil.

Im vornationalstaatlichen Zeitalter bestanden jedoch bereits lokale kollektive Identitätsmuster, wobei, so die heute herrschende Meinung, erst ab dem 18. Jahrhundert von Ansätzen zu ethnischer oder nationalistischer Politik gesprochen werden kann. So wuchsen nach der Auflösung des Heiligen Römischen Reiches durch die Niederlegung des Kaisertitels durch Franz II. 1806, der bereits 1804 als Franz I. das Kaisertum Österreich begründet hatte, und der Verabschiedung der Deutschen Bundesakte 1815 die Bestrebungen innerhalb des Deutschen Bundes, diesen in einen Nationalstaat umzuwandeln. Dabei bestanden Pläne, Böhmen und Mähren zu integrieren, obwohl in beiden Ländern nur die Minderheit der Bevölkerung deutschsprachig war. Vor allem die Befreiungskriege hatten die patriotische bis nationalistische Strömungen in den Gebieten des ehemaligen Reiches gefördert. Von der österreichischen Politik, allen voran der damalige Außenminister Johann Philipp von Stadion, wurde diese Stimmung genutzt, aber auch mit Argwohn beobachtet, da die alldeutsche Bewegung auch im Gegensatz zum absolutistischen Selbstverständnis der Habsburger stand.
Das Interesse an einem deutschen Nationalstaat lag vor allem bei den führenden Schichten des Bürgertums und kaum bei Hochadel und Herrscherhäusern. Dies äußerte sich in der Revolution von 1848, die neben einem demokratischen auch einen von der Romantik beeinflussten deutschnationalen Antrieb hatte. Neben dem Bürgertum waren daran vor allem Mitglieder studentischer Burschenschaften beteiligt.
An den Tagungen der Nationalversammlung in der Frankfurter Paulskirche nahmen auch Abgeordnete aus dem damaligen Kaisertum Österreich teil (siehe Mitgliederliste). Erzherzog Johann von Österreich, ein jüngerer Bruder Kaiser Franz’ I., fungierte als „Reichsverweser“ und war damit das erste von einem Parlament gewählte deutsche Staatsoberhaupt.

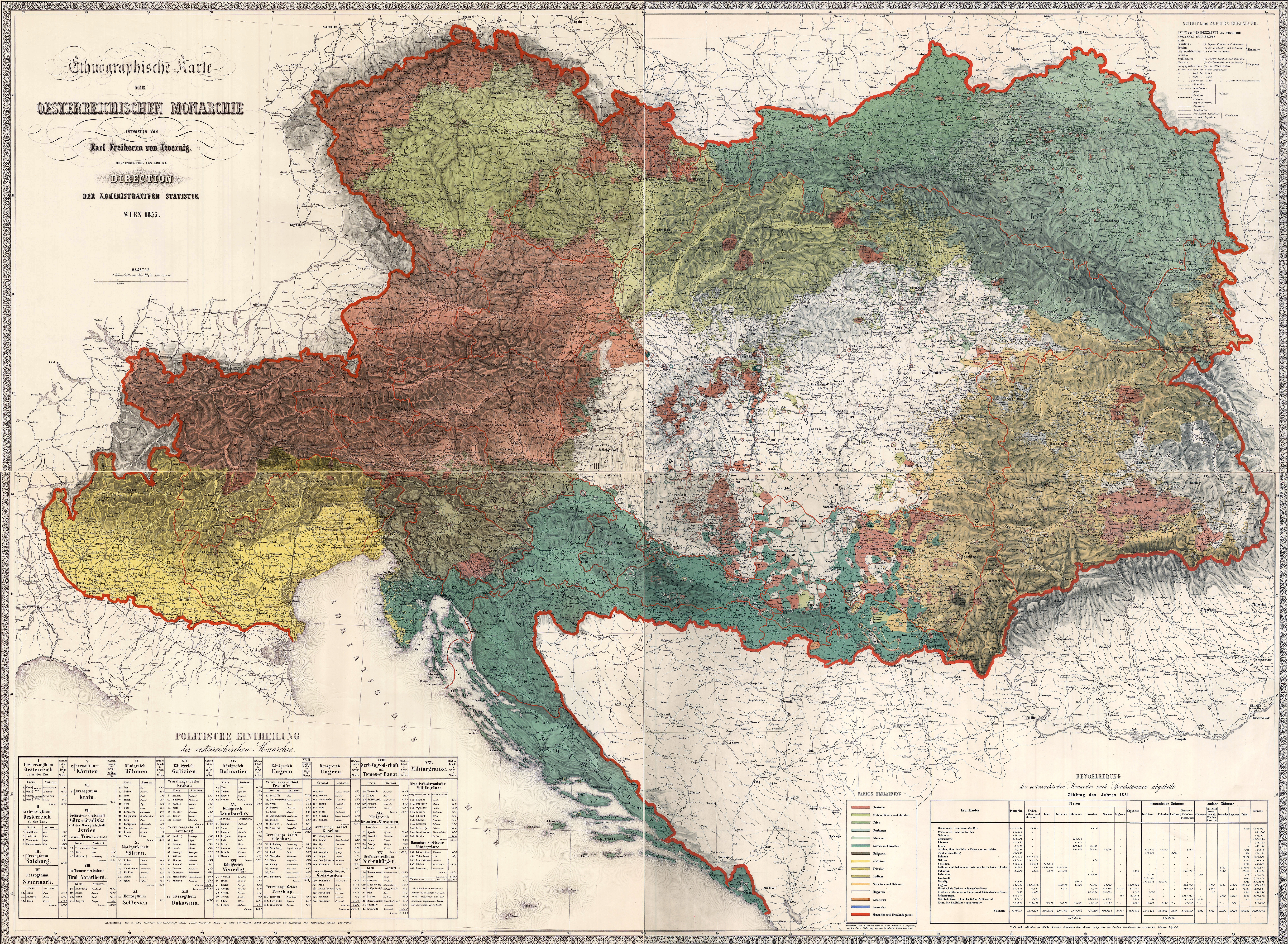
Ethnische Einordnung der deutschsprachigen Österreicher als „Deutsche“ auf einer Ethnographischen Karte des Kaisertums Österreich (von Karl von Czoernig-Czernhausen), 1855

Beim Vorfrieden von Villafranca 1859 hat Kaiser Franz Joseph I. den Versuch Napoleons III., Österreich für ein Bündnis gegen Preußen zu gewinnen und die Preisgabe des Rheinlandes zu erreichen, mit den zugeschriebenen Worten abgewiesen: „Nein, ich bin ein deutscher Fürst.“ (Erzherzog Johann als gesamtdeutscher Reichsverweser und das Zitat von Kaiser Franz Joseph werden allerspätestens 1905 in der beschlagnahmten – und daher im Abgeordnetenhaus behandelten – Ausgabe Nr. 16 des Deutschen Nordmährerblatts verbunden, wo es im Zusammenhang mit Engagements der Kaiserfamilie in nichtdeutschen Teilen der Monarchie erwähnt wird.)
Für die neoabsolutistische Politik stand jedoch nach der Niederschlagung der Revolution weniger die nationale als vielmehr die dynastische Problematik im Vordergrund. Ein Monarch aus dem Haus Habsburg wurde bis 1866 von den süddeutschen Staaten und den Königreichen Sachsen und Hannover als legitimes Oberhaupt der „großdeutschen Lösung“, das heißt eines Deutschen Reiches inklusive der deutschsprachigen Gebiete Österreichs, betrachtet. An der Frage der Vormachtstellung innerhalb des Deutschen Bundes beziehungsweise des zu gründenden Reiches entzündete sich schließlich der Konflikt im Deutschen Krieg zwischen den Großmächten Preußen und Österreich, den Preußen als Angreifer mit der Niederwerfung Österreichs am 3. Juli 1866 in der Schlacht von Königgrätz für sich und die „Kleindeutsche Lösung“ (ohne Österreich) entschied.
Dieses Datum wird von manchen Historikern bereits als Zeitpunkt des Ausscheidens Österreichs aus der deutschen Nation bezeichnet. Golo Mann und andere Autoren sehen zu diesem Zeitpunkt jedoch noch keine konkreten Ansätze für diese Entwicklung: „Die Schweizer waren eine Nation für sich geworden. Die Österreicher nicht […] Als ‚Nation‘ mußten sie über die Grenzen nach Deutschland schauen.“
Im Jahr nach dieser Niederlage wurde das bis dahin einheitsstaatliche Kaisertum Österreich, um sich mit dem ungarischen Adel zu arrangieren, durch den Ausgleich in zwei Reichshälften geteilt. Die Forderungen der slawischen Völker, allen voran der Tschechen, blieben dabei unerfüllt. Der Monarch legte 1868 fest, dass die Gesamtmonarchie als österreichisch-ungarische Monarchie zu bezeichnen sei. In Cisleithanien, dem nichtungarischen Teil der Gesamtmonarchie, wurde der Begriff Österreicher weiterhin übernational verwendet: „Für alle Angehörigen der im Reichsrathe vertretenen Königreiche und Länder besteht ein allgemeines österreichisches Staatsbürgerrecht“ (1867). Andererseits wurde das k.k. Gebiet bis 1915 offiziell als „die im Reichsrat vertretenen Königreiche und Länder“ bezeichnet. Erst dann wurde festgelegt, dass Cisleithanien nun auch offiziell als Österreich zu bezeichnen sei.
Nach dem erfolgreichen Feldzug gegen Frankreich 1870/71 erfolgte schließlich die vom preußischen Ministerpräsidenten Otto von Bismarck favorisierte Gründung eines Deutschen Reiches ohne Österreich (kleindeutsche Lösung). Wilhelm von Preußen wurde im Spiegelsaal von Versailles von den deutschen Fürsten zum Deutschen Kaiser ausgerufen, nachdem die Zustimmung Bayerns durch die Einräumung diverser „Reservatrechte“ erreicht worden war (siehe Kaiserbrief).

### Von 1871 bis zum Zerfall der Doppelmonarchie
In der deutschsprachigen Bevölkerung der damaligen österreichischen Monarchie, vor allem im liberalen Bürgertum, war das Bekenntnis der Zugehörigkeit zu einer deutschen Nation spätestens seit den napoleonischen Kriegen weit verbreitet. Nach der Reichsgründung schrieb etwa Franz Grillparzer:

„Als Deutscher ward ich geboren, bin ich noch einer? Nur was ich Deutsches geschrieben, das nimmt mir keiner.“

An Aussagen wie diesen zeigt sich deutlich, dass nationale und kulturelle Identitäten damals vor allem über sprachliche Gemeinsamkeiten, als Zugehörigkeitskriterium zu einem Volk, definiert wurden. Hierzu trug auch die Vereinheitlichung des Deutschen in Sprache und Schrift bei, die überstaatlich erfolgte.
Gleichzeitig ist von Grillparzer aber auch folgendes Zitat überliefert:

„Ich bin kein Deutscher, ich bin Österreicher.“

Es belegt die Ambivalenz, welcher der Begriff „Österreicher“ zu dieser Zeit unterworfen war. Einerseits diente er zur Eigendefinition als spezielle Ausformung der Deutschen, so wie Preußen, Sachsen, Bayern usw., andererseits als übernationaler Begriff für die Bürger Cisleithaniens und damit zur Abgrenzung von den Staatsbürgern des Deutschen Reiches.
Die Identitätsstrukturen weiter Teile der Bevölkerung waren damals noch regionalistisch ausgeprägt und der Deutschnationalismus blieb vorerst ein bürgerliches Elitenphänomen.
Trotz des Bekenntnisses des Monarchen zu seiner deutschen Nationalität gehörten vor allem die bürgerlichen Kreise in Österreich zu den größten Kritikern des Habsburger Herrscherhauses, sahen sie in den Habsburgern doch das Haupthindernis einer Vereinigung mit dem Deutschen Kaiserreich. Führender Protagonist einer großdeutschen Lösung war Georg von Schönerer, der nicht nur die Habsburgermonarchie (Staat und Kaiserhaus) ablehnte, sondern auch die staatstragende römisch-katholische Religion, gegen die er die Los-von-Rom-Bewegung initiierte. Das brachte ihm vor allem Konflikte mit den Christlichsozialen ein, die als kaisertreu galten. Die Forderung nach der Annäherung Österreichs an das Deutsche Reich manifestierte sich schließlich im Linzer Programm. Die Forderung nach einem kompletten Anschluss war auch im deutschnationalen Lager auf die Dauer nicht mehrheitsfähig. Für die Deutschradikale Partei von Karl Hermann Wolf, die 1902 als Abspaltung von der Alldeutschen Vereinigung entstand und bis zum Ersten Weltkrieg zur hegemonialen Kraft im deutschnationalen Lager wurde, war dies kein vorrangiges Ziel.
Die österreichische Sozialdemokratie, damals eine nationalitätenübergreifende Partei, versuchte Reformen auf evolutionärem Weg zu erreichen, wurde vom bürgerlich-konservativen Lager und vom Kaiser aber abgelehnt und war in ihrem Inneren von Nationalitätenkämpfen selbst nicht frei. Einige ihrer führenden Politiker wie Victor Adler oder Engelbert Pernerstorfer hatten eine deutschnationale Vergangenheit.
Österreich-Ungarn wurde als supranationales Gebilde begriffen, es entstanden jedoch zunehmend ethnische Konflikte. Auslöser dafür war vor allem die Hegemonie der Deutschösterreicher in der Österreichisch-Ungarischen Monarchie, die vor allem vom Königreich Ungarn bekämpft wurde. Otto von Habsburg nannte die deutschsprachigen Untertanen der Monarchie das „Reichsvolk schlechthin“.
So sah dies 1908 ein „Kreis vaterländischer Schriftsteller“, der Ludwig Sendachs Eloge „Österreichs Hort“ als Einleitung zur gleichnamigen zweibändigen Festgabe an das österreichische Volk zur Jubelfeier des Kaisers Franz Josef I. 1908 auswählte. Darin wird in propagandistischem Überschwang betont, Österreich könne nicht fallen, „so lang […] die deutschen Lieder schallen“, „das deutsche Schwert bewacht“, die „deutsche Zucht und Sitte“ herrscht, deutsche „Mannestreue“ und deutsche Frauen walten: „So lang du Deutsch bist, Österreich, / So lang kannst du nicht fallen!“
Der Historiker Ernst Bruckmüller bestätigt dies folgendermaßen:

„In der Habsburgermonarchie waren die deutschsprachigen Bewohner (vor allem) des westlichen, österreichischen Reichsteiles, also die Mehrzahl der Bewohner des heutigen Österreich, und darüber hinaus die Deutschböhmen, Deutschmährer, und -schlesier sowie deutschsprachigen Bewohner der anderen Kronländer einfach ‚Deutsche‘ genannt worden. Das war ebenso praktisch wie einleuchtend, denn die ‚anderen‘ waren eben Tschechen, Polen, Ruthenen, Rumänen, Slowenen Kroaten und Italiener (wir sehen hier von der ungarischen Reichshälfte einmal ab). Aber die deutschsprachigen Österreicher waren nicht nur eine von acht ‚Nationalitäten‘ des zisleithanischen Teilstaates der Monarchie, sie sahen sich doch als etwas anderes, nämlich als die staatstragende, um nicht zu sagen eigentliche Staatsnation dieses Teilstaates, oder sogar der ganzen Habsburgermonarchie.“

Des Weiteren unterstreicht Bruckmüller die Diffusität kollektiver österreichischer Identitäten zur Zeit der Habsburgermonarchie mit seiner These, es hätten sich gegen Ende des 19. Jahrhunderts „zwei deutsche Nationen“ entwickelt, zum einen die der „Reichsdeutschen“ und zum anderen jener der „Deutschösterreicher“. Deren Wir-Bewusstsein habe sich wiederum auf mehrere Identitätsfaktoren bezogen:

„Im Prozeß der Ausbildung konkurrierender sprachnationaler Einheiten innerhalb der Habsburgermonarchie entwickelten die deutschsprechenden Österreicher ein deutschösterreichisches Nationalbewußtsein, das einerseits durch eine emotionale Orientierung an der Dynastie und Staatlichkeit der Habsburgermonarchie, andererseits durch eine (ebenso emotionale) sprachlich-kulturelle Orientierung am „Deutschtum“ gekennzeichnet war.“

Für andere Muttersprachler waren die Österreicher vor allem die Deutschen, die sie nicht mochten, die so genannte „österreichische (Wiener) Sichtweise“ lehnten sie ab. Auf sprachliche und kulturelle Gemeinsamkeiten und auf politische Forderungen nach Selbstbestimmung gestützt, begannen sich mit der Zeit unter den Völkern der Monarchie eigenständige nationale Identitäten herauszubilden. Der Wunsch nach staatlicher Eigenständigkeit beziehungsweise nach einer Vereinigung mit außerhalb des Habsburgerreiches bestehenden Nationalstaaten führte schließlich in Verbindung mit der militärischen Niederlage im Ersten Weltkrieg zum Scheitern des Vielvölkerstaates.

### Entwicklungen in der Ersten Republik

#### Demokratie

Das von Deutschösterreich beanspruchte Staatsgebiet und die tatsächliche Ausdehnung der Republik Österreich

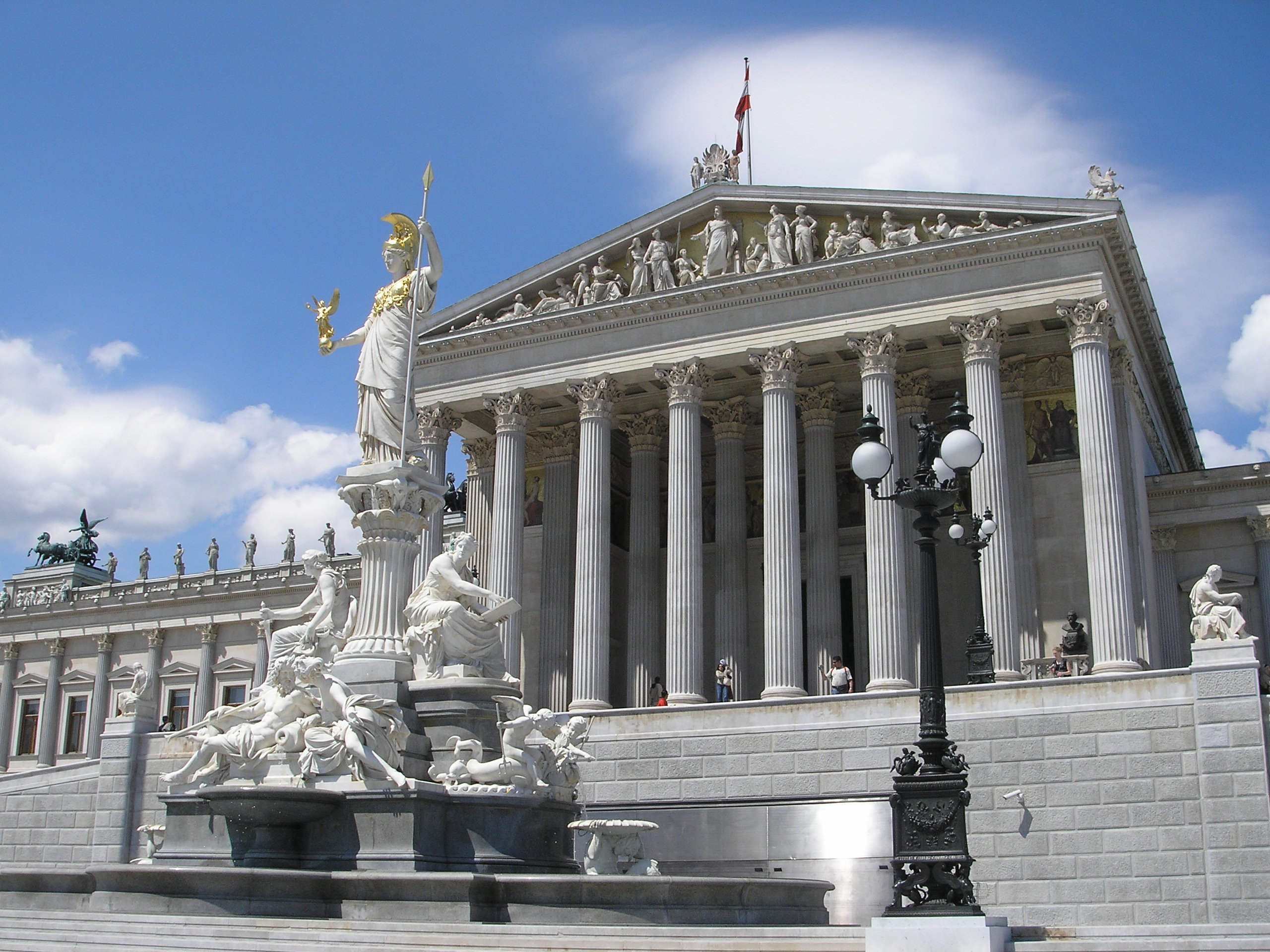
Parlamentsgebäude in Wien

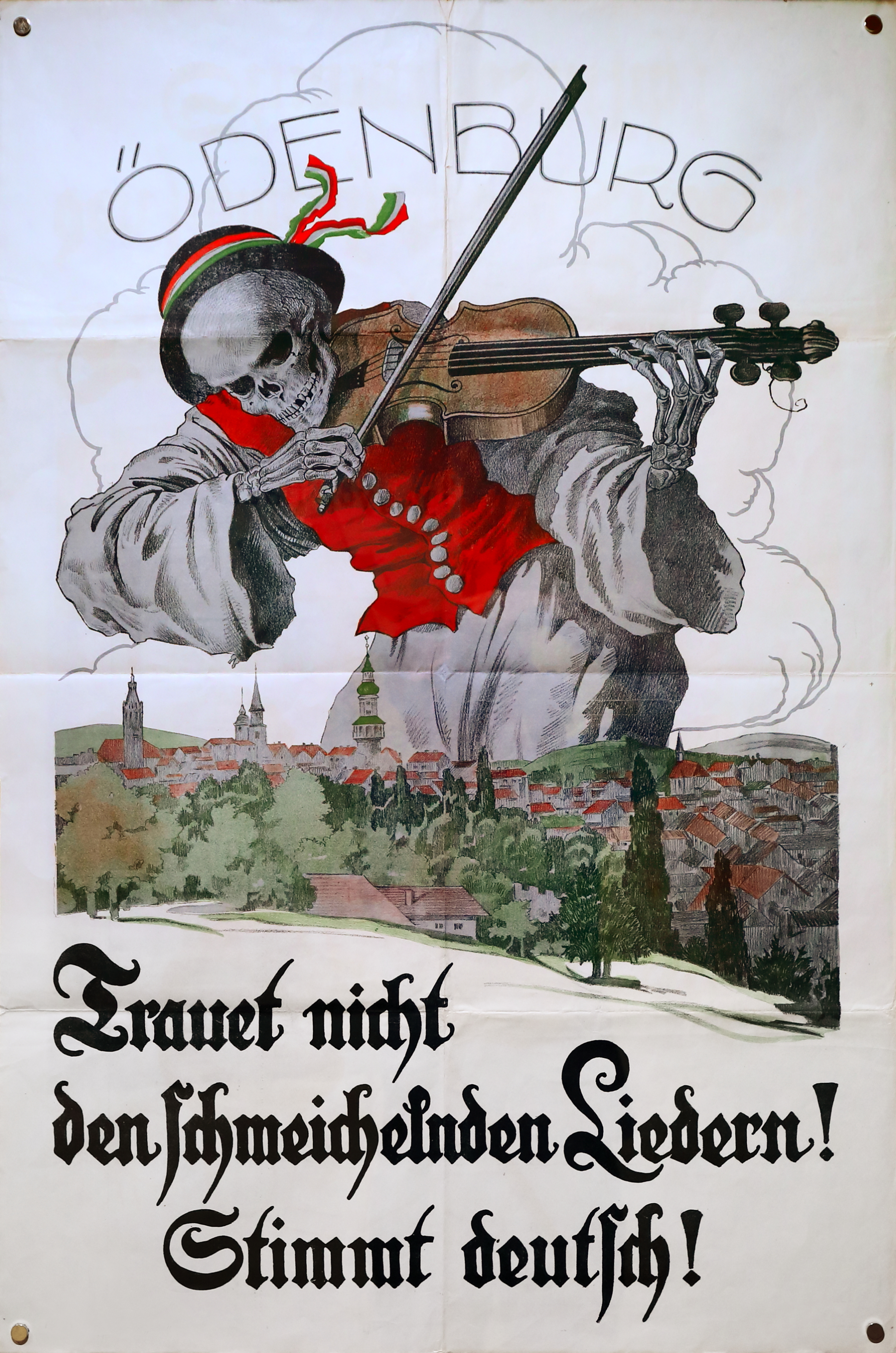
Propagandaplakat zum Anschlussplebiszit im westungarischen Sopron (Ödenburg) mit der Aufforderung deutsch zu stimmen. Die Stadt verblieb schließlich bei Ungarn und wurde nicht Hauptstadt des neu gegründeten Burgenlandes.

Nach dem Ende des Ersten Weltkrieges und dem Zusammenbruch der Monarchie strebten fast alle politischen Kräfte eine rasche Vereinigung mit dem Deutschen Reich an. So lautete Artikel 2 des Gesetzes über die Staats- und Regierungsform von Deutschösterreich vom 12. November 1918:

„Deutschösterreich ist ein Bestandteil der Deutschen Republik.“

Das durch den Staat Deutschösterreich beanspruchte Territorium umfasste im Wesentlichen die Siedlungsgebiete der deutschsprachigen Bevölkerung der österreichischen Reichshälfte der untergegangenen Monarchie. Im Vertrag von Saint Germain wurde im Herbst 1919 das Staatsgebiet jedoch von den Alliierten einseitig festgeschrieben. Das spätere Sudetenland und andere deutschsprachige Gebiete, die schon seit November 1918 nicht unter der Kontrolle der deutschösterreichischen Staatsregierung gestanden waren, fielen nun definitiv an die Tschechoslowakei, Südtirol an Italien und die Untersteiermark an das neu entstandene Königreich der Serben, Kroaten und Slowenen. Teile Kärntens wurden dem SHS-Staat oder Italien zugeschlagen. Österreich erhielt westliche Grenzgebiete Ungarns zugesprochen, aus denen dann das Burgenland konstituiert wurde.
Über die Identitätskrise, die sich schließlich aus dem Zusammenbruch der Monarchie und der erzwungenen Eigenstaatlichkeit Österreichs entwickelte, bemerkt Bruckmüller:

„Die deutsche Orientierung der demokratischen Phase der Ersten Republik erscheint vor allem durch den Schock des Zerfalls der Monarchie erklärbar, durch den der ‚österreichische‘ Bestandteil jenes Bewußtseins schwerstens diskreditiert wurde und zu dessen Bewältigung eine Flucht aus dem ‚Österreichischen‘ erfolgte, hin ins Deutschtum und in das – trotz Versailles – immer noch mächtige Deutsche Reich. Man konnte geradezu von einer Selbstaufgabe Österreichs sprechen, die sich unter anderem in den Bemühungen um die Namengebung der Republik äußerte, in denen der Name ‚Österreich‘ nicht vorkam.“

Tatsächlich betrachteten vor allem Sozialdemokraten und Großdeutsche den Namen Österreich als Relikt der untergegangenen Habsburgermonarchie und strebten dessen Beseitigung an. Karl Renner hatte daher in seinem im Oktober 1918 entstandenen, mehrfach geänderten Entwurf zur provisorischen Verfassung den neuen Staat als „Südostdeutschland“ bezeichnet. Auch Namensvorschläge wie „Hochdeutschland“, „Deutsches Bergreich“, „Donau-Germanien“, „Ostsass“, „Ostdeutscher Bund“, „Deutschmark“, „Teutheim“, „Treuland“, „Friedeland“ oder „Deutsches Friedland“ waren als Vorschläge in Umlauf. Schließlich setzten sich mit der Bezeichnung Deutschösterreich jedoch die christlichsozialen Politiker durch, die den Österreich-Begriff nicht völlig aufgeben wollten.
Das im Friedensvertrag ausgesprochene Verbot des Anschlusses an Deutschland wurde von den meisten politisch Verantwortlichen als Verwehrung des Selbstbestimmungsrechts der Völker betrachtet und daher abgelehnt. So schrieb etwa der Christlichsoziale Michael Mayr, der an der Ausarbeitung des Bundes-Verfassungsgesetzes (B-VG) mitarbeitete und später kurze Zeit Bundeskanzler war, in der Präambel zu einem seiner Verfassungsentwürfe:

„Kraft des Selbstbestimmungsrechtes des deutschen Volkes und seiner geschichtlich gewordenen Glieder und mit feierlicher Verwahrung gegen jede zeitliche Schranke, die der Ausübung dieses unveräußerlichen Rechtes gesetzt ist, vereinigen sich die selbständigen Länder der Republik Österreich zu einem freien Bundesstaat unter dieser Verfassung.“

Selbst der als sehr prosaisch geltende Rechtspositivist Hans Kelsen schrieb im Schlusswort zu seinem Buch Österreichisches Staatsrecht:

„Dennoch: […] stärker als der aller Vernunft und Sittlichkeit hohnsprechende Verlauf der jüngsten Geschichte, deren Produkt das heutige Oesterreich ist, stärker als Oesterreich selbst ist sein Wunsch: aufzugehen im deutschen Vaterland.“

Andererseits beschreibt der Lyriker Anton Wildgans in seinem Gedicht Das österreichische Credo, das in jener Zeit entstand, die emotionale Anhänglichkeit vieler seiner Landsleute an den Begriff Österreich nach dem Ersten Weltkrieg:
| „Euch singe ich, ihr künftigen Geschlechter, Von denen, die schon fast vergangen sind, Als ihrer einer, der ich bin: ein echter Altösterreicher und ein Wiener Kind. Klein bist du zwar, mein Vaterland, geworden, ein Baum entblättert durch der Zeiten Sturm, sieht deine Grenzen jetzt nach Ost und Norden beinah der Wächter doch vom Stephansturm. Und was fiel, sind leider nicht nur Blätter, abbrach auch mancher engverwachsne Ast, doch immerhin, das Herzland deutscher Väter, der Stamm, blieb er nicht ganz, blieb er’s doch fast! | Er war es ja immer, den wir heimlich meinten, wenn unsere Lippe aussprach: Österreich! Denn all die anderen, mit uns Vereinten, empfanden fremd zum mindesten nicht gleich! Wir aber fühlten diesen alten Namen, wie Heiliges, aus dem ein Schauer weht, und Millionen Herzen schlugen Amen zu diesem Namen wie auf ein Gebet!“ |

Noch bevor eine Bundesverfassung beschlossen werden konnte, kam es in den Ländern zu Anschlussbewegungen. Tirol und Salzburg hielten Volksabstimmungen über den Beitritt zu Deutschland ab. Vorarlberg sprach sich in der Volksabstimmung von 1919 für den Beitritt zur Schweizer Eidgenossenschaft aus. Obwohl diese Bestrebungen von der Bevölkerung mehrheitlich unterstützt wurden, machten die Pariser Vorortverträge sie hinfällig. Deutschösterreich nahm mit der Ratifizierung des Friedensvertrages im Oktober 1919 den im Vertrag vorgeschriebenen Namen Republik Österreich an.
Spätere Annäherungsversuche zwischen Österreich und dem Deutschen Reich wurden von den Alliierten durch das Beharren auf dem Wortlaut der Friedensverträge unterbunden. So erhoben sie gegen den 1931 lancierten Plan einer österreichisch-deutschen Zollunion Einspruch.
1929 sprach Wildgans in seiner Rede über Österreich vor ausländischem Publikum zwar von den Deutschen Altösterreichs, die das neue, kleine Österreich gebildet hätten, hob aber die besonderen historischen Erfahrungen Österreichs und das Einfühlungsvermögen des „österreichischen Menschen“ für die fremdsprachigen Nachbarvölker, mit denen er so lang im gemeinsamen Staat gelebt habe, als wesentliche eigenständige Charakterzüge hervor. Auch in seinem Gedicht Wo sich der ewige Schnee spiegelt im Alpensee, das Wildgans gern zur österreichischen Volkshymne gemacht hätte, das aber von Richard Strauss für diesen Zweck zu kompliziert vertont wurde, arbeitete der Dichter die Eigenschaften des „österreichischen Menschen“ heraus. Hingegen teilte die Berliner Reichskanzlei den deutschen diplomatischen Vertretungen um diese Zeit mit, dass vom Gebrauch der Bezeichnung „österreichisches Volk“ grundsätzlich abgesehen wird und nur mehr vom deutschen Volk in Österreich zu sprechen sei.
Die Idee, Österreich als eigene Nation zu begreifen, wurde in der Politik dieser Zeit, so der österreichische Historiker Helmut Konrad, im Wesentlichen nur von einer konservativen Minderheit, allen voran Ernst Karl Winter, und von Teilen der KPÖ vertreten. Explizit formuliert wurde diese Position 1937 vom kommunistischen österreichischen Staatswissenschaftler Alfred Klahr im Exil in Moskau. Er befasste sich mit der Frage nach der wissenschaftlichen Begründbarkeit einer österreichischen Nation in einem Artikel. Klahr lehnte es ab, die Österreicher von vornherein als Deutsche zu betrachten, und verlangte eine detaillierte wissenschaftliche Aufarbeitung der Unterschiede zwischen der Entwicklung der Deutschen und der Österreicher in den letzten Jahrhunderten. Robert Menasse sieht in der nationstheoretischen Grundlagenforschung im KPÖ-nahen Bereich deshalb den Ursprung und auch die Basis für die spätere Entwicklung des österreichischen Nationalbewusstseins. Anton Pelinka schreibt dazu:

„[…] hatte zunächst […] Winter, in bewusster Antithese zu allen Anschlussplänen, diesen Begriff einer österreichischen Nation geprägt und mit dem Konzept einer Einheitsfront gegen Hitler von rechts bis links inhaltlich gefüllt. […] Klahr entwickelte wenig später, unter konsequenter Anwendung der Volksfrontthese des VII. Weltkongresses der Komintern, […] ein analoges Konzept. Doch Winter galt als Außenseiter […] Und Klahr wurde zwar innerhalb der Kommunistischen Partei, nicht aber von den Revolutionären Sozialisten ernst genommen.“

Klahr meinte unter anderem über das Verhältnis der Österreicher zur deutschen Nation:

„Die Auffassung, dass das österreichische Volk ein Teil der deutschen Nation ist, ist theoretisch unbegründet. Eine Einheit der deutschen Nation, in der auch die Österreicher miteinbezogen sind, hat es bisher nie gegeben und gibt es auch heute nicht. Das österreichische Volk hat unter anderen wirtschaftlichen und politischen Lebensbedingungen gelebt als die übrigen Deutschen im Reich und daher eine andere nationale Entwicklung genommen. Wie weit bei ihm der Prozeß der Herausbildung zu einer besonderen Nation fortgeschritten ist bzw. wie eng noch die nationalen Bindungen aus der gemeinsamen Abstammung und gemeinsamen Sprache sind, kann nur eine konkrete Untersuchung seiner Geschichte ergeben.“

Ernst Bruckmüller spricht im Zusammenhang mit dem Zugehörigkeitsempfinden der Österreicher in der Ersten Republik von einer „fundamentalen kollektiven Identitätskrise“. Die Entstehung der ersten Republik war ein Prozess der Desintegration, der ein Gefühl des „Zuhause im eigenen Heim“ der Bewohner Österreichs nicht entstehen ließ. Die wesentlichen Hindernisse dafür waren, dass die neue Republik nicht die gesamte deutschsprachige Bevölkerung Cisleithaniens umfasste und vor allem, dass kein Wunsch nach einem Ende der Monarchie dahinter stand:

„Desintegration ohne ein gewisses Verlangen danach erzeugt offenkundig keine Identität, sondern höchstens ein „Vakuum an Identität“, in welches als scheinbar logische Fortsetzung des sprachnationalen Bewusstseins die Forderung nach dem Anschluss an Deutschland einströmte.“

#### Austrofaschismus

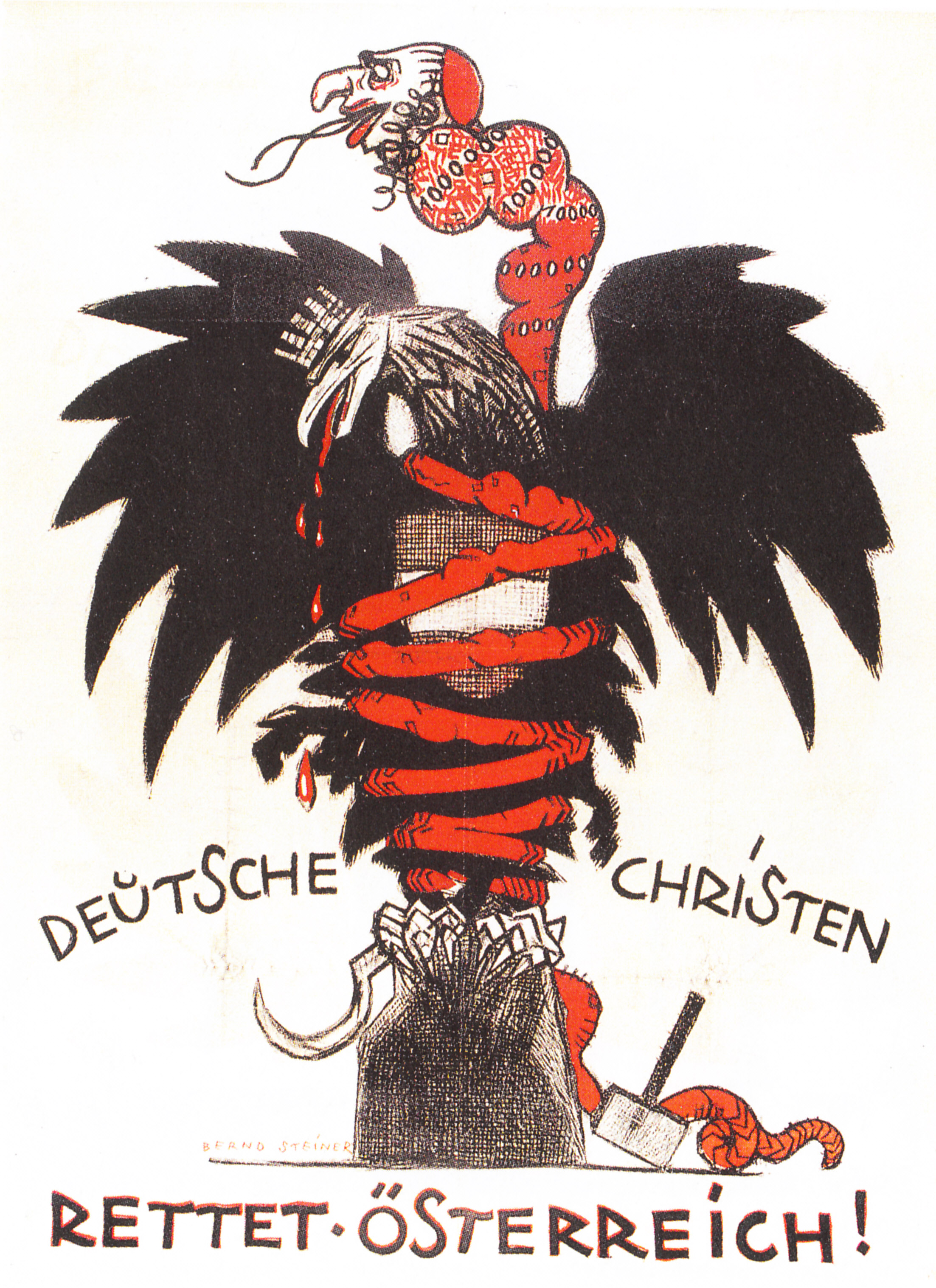
Deutschnationalismus und Antisemitismus waren gängige politische Sujets in der Ersten Republik und wurden, wie hier von den Christlichsozialen, zur Stimmungsmache eingesetzt.

Nach der Ausschaltung des Parlaments durch die Bundesregierung unter Kanzler Engelbert Dollfuß im März 1933 betonte dieser in seiner Trabrennplatzrede in Wien im Herbst desselben Jahres das Deutschtum Österreichs. Die „Vaterländische Front“ wurde als politische Einheitsbewegung geschaffen, sie sollte ab Mai 1936 auch die einzige legale Partei sein. Durch die letzten christlich-sozialen Abgeordneten des Nationalrats ließ Dollfuß auf verfassungswidrige Weise am 1. Mai 1934 eine neue Verfassung für einen „christlichen, deutschen Bundesstaat auf ständischer Grundlage“ verabschieden.
Die Regierungspropaganda des sogenannten Ständestaats sprach von Österreich häufig als vom „besseren deutschen Staat“. Der Heimwehrführer Ernst Rüdiger Starhemberg meinte dazu in einer Rede:

„Freudiges Bekenntnis zu Österreich, Opferbereitschaft und allesumfassende und bezwingende Heimatliebe fordere ich von euch. Nicht nur um unserer selbst willen, sondern unserer Jugend zuliebe. Unerschütterlich ist unser Glaube an Österreich und Österreichs Zukunft. Gut österreichisch ist gut deutsch. Und so mächtig ist dieses Deutschbewusstsein in uns, dass wir uns stark genug wissen auch dann deutsch zu fühlen und zu handeln, auch dann deutsch zu bleiben, wenn auch in Zukunft von uns außerhalb der Grenzen des großen Deutschen Reiches deutsche Geschichte gemacht werden muß.“

Dieser durch die Staatsführung vertretene Patriotismus wich in der Zeit darauf, trotz seines starken Österreichbezugs, nie von der deutschen Nationsidee ab und führte zur Konkurrenz zweier deutscher Nationsbilder und zweier Diktaturen. Manfred Scheuch schreibt über das Österreichbewusstsein des Austrofaschismus:

„Und als die Christlichsozialen auf autoritären Kurs lenkten und damit einen großen Teil der Bevölkerung ins politische Abseits drängten, blieb ihr Bemühen, mit der ‚Vaterländischen Front‘ einen österreichischen Patriotismus zu wecken, vergebens. Erstens deshalb, weil dieser Patriotismus antirepublikanisch war und sich an der habsburgischen Vergangenheit und an einer machtbewußten Kirche orientierte. Und zweitens, weil er sich durch das Bekenntnis zu Österreich als ‚zweitem deutschen Staat‘, ja als dem ‚besseren Deutschland‘ mit den Österreichern – zum Unterschied von den angeblich nur oberflächlich germanisierten Preußen – als ‚echteren Deutschen‘ selbst konterkarierte.“

Richard Nikolaus Coudenhove-Kalergi, der Gründer der Paneuropabewegung, forderte jedoch schon 1934 in einem viel beachteten Artikel die Akzeptanz einer eigenständigen österreichischen Nation. Nach deren Geburt, so meinte er, sei die Nationswerdung in Europa abgeschlossen. Auch ein Kreis um den Soziologen und Wiener Vizebürgermeister Ernst Karl Winter kam zum Schluss „daß es einen ausschließlich politischen Patriotismus nicht geben kann und daß trotz aller Zweckmäßigkeitsgründe, die man für das Bestehen eines selbständigen österreichischen Staates anführen mag, dieser nicht Dauer haben wird, wenn ihm keine österreichische Nation entspricht.“ Der Tiroler Heimwehrführer Richard Steidle wiederum forderte in einer Ansprache die Verteidigung der staatlichen Unabhängigkeit Österreichs mit dem Hinweis, Österreich habe „ein eigenes nationales Selbst- und Staatsbewusstsein“ erlangt.
Das austrofaschistische System versuchte jedoch bis zuletzt, ein unabhängiges, aber „deutsches“ Österreich zu erhalten. Am 9. März 1938 sagte Bundeskanzler Kurt Schuschnigg, der nach der Ermordung von Dollfuß durch nationalsozialistische Putschisten im Juli 1934 an die Macht gekommen war, bei einer Veranstaltung der Vaterländischen Front in Innsbruck:

„Jetzt will und muss ich wissen, ob das Volk von Österreich dieses freie und deutsche und unabhängige und soziale, christliche und einige, dabei keine Parteizerklüftung duldende Vaterland will. […] Das möchte ich wissen und darum Landsleute und Österreicher, Männer und Frauen, rufe ich Sie in dieser Stunde auf: Am nächsten Sonntag, am 13. März dieses Jahres, machen wir Volksbefragung […].“

Diese Volksbefragung musste auf Druck Adolf Hitlers abgesagt werden.
Die Ansicht, Österreich sei ein deutscher Staat und seine Einwohner seien Deutsche, hielt sich unter den austrofaschistischen Machthabern aber bis zuletzt. In seiner Radioansprache am 11. März 1938, am Abend vor dem Einmarsch deutscher Truppen in Österreich, verkündete Bundeskanzler Kurt Schuschnigg, das Bundesheer nicht einsetzen zu wollen, um kein „deutsches Blut zu vergießen“. Seine Ansprache schloss Schuschnigg mit den Worten: „So verabschiede ich mich in dieser Stunde von dem österreichischen Volke mit einem deutschen Wort und einem Herzenswunsch: Gott schütze Österreich!“
In einer Rede anlässlich des Gedenkjahres 2005 meinte Ulrich Nachbaur, Rechtswissenschaftler und Mitarbeiter des Vorarlberger Landesarchivs, die Erste Republik sei damals „an mangelndem Selbstbewusstsein und inneren Konflikten zerbrochen“. Später wurde im Hinblick auf das Scheitern dieses Staates der Satz geprägt, wonach der Hauptgrund dafür gewesen sei, dass die österreichischen Demokraten keine österreichischen Patrioten und die österreichischen Patrioten keine Demokraten gewesen seien.

### Nationalsozialismus

#### Der Anschluss und die Folgen

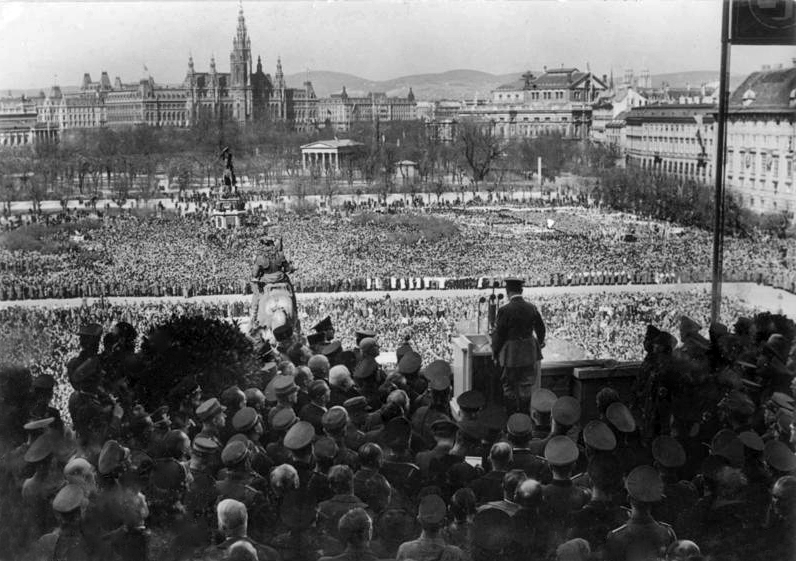
Adolf Hitler bei seiner Ansprache am Heldenplatz. Die jubelnde Menschenmasse wurde zum Symbolbild für den Anschluss, das Thomas Bernhard in seinem gleichnamigen Stück verarbeitete, was zu heftigen, auch antideutschen, Protesten führte.

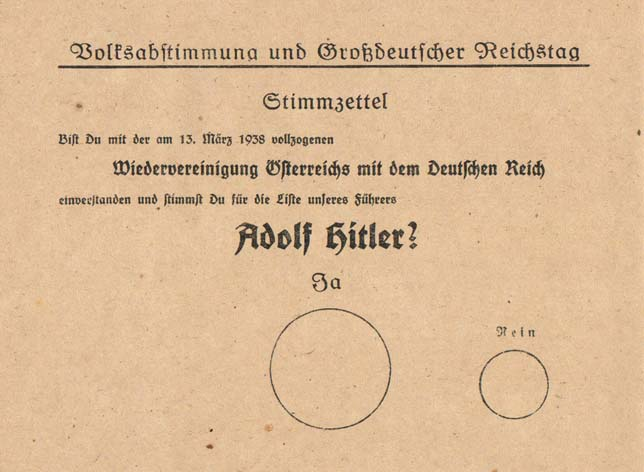
Stimmzettel zur Volksabstimmung über den Anschluss Österreichs an das Deutsche Reich

Nach dem Anschluss Österreichs an das Deutsche Reich und dem Verlust der Unabhängigkeit sollte der Begriff Österreich möglichst konsequent aus dem politischen Vokabular verschwinden. So wurde aus dem Land Österreich bald die Ostmark. Um Österreich und jeden Anschein eines Österreichbewusstseins auch als politische Einheit endgültig zu eliminieren, wurde zuletzt nur mehr die Bezeichnung „Donau- und Alpenreichsgaue“ verwendet. Die Bundesländer Niederösterreich und Oberösterreich erhielten die Bezeichnungen Niederdonau und Oberdonau. In seiner kurz nach dem Einmarsch der deutschen Truppen in Österreich am Heldenplatz in Wien gehaltenen Rede sprach Hitler lediglich von seiner „Heimat“ und der „ältesten Ostmark des Deutschen Reiches“ und vermied den Begriff Österreich.
Die neuen Machthaber organisierten am 10. April 1938 eine Volksabstimmung über die „Wiedervereinigung Österreichs mit dem Deutschen Reich“. Der Abstimmung ging eine gewaltige Propagandaaktion voraus. Auch wenn wahrscheinlich die Mehrheit der Stimmberechtigten für den Anschluss gestimmt hätte, wurde die Abstimmung massiv manipuliert. Die Wähler wurden unter Druck gesetzt, ihre Stimme offen direkt vor der Wahlkommission abzugeben, weiters wurde am Wahlergebnis manipuliert. Laut amtlichen Angaben erreichte die Vorlage in Österreich eine Zustimmung von 99,73 Prozent bei einer Wahlbeteiligung von 99,71 Prozent. Bei der Volksabstimmung waren rund acht Prozent der österreichischen Bevölkerung aus rassischen oder politischen Gründen von der Wahl ausgeschlossen worden.
Schon kurz nach dem deutschen Einmarsch kühlte die Euphorie über den Anschluss in manchen Bevölkerungsschichten ab. Grund dafür war vor allem die Tatsache, dass die Stellung Österreichs und insbesondere Wiens innerhalb des Reiches anders ausgefallen war als erwartet. War noch in den Verhandlungen über die Vereinigung Österreichs mit der Weimarer Republik eine Sonderstellung für die österreichische Hauptstadt vorgesehen gewesen, wurde sie nun, wie Renner 1945 in der österreichischen Unabhängigkeitserklärung schrieb, „zu einer Provinzstadt degradiert“. Die Reichsinsignien und der Goldschatz der österreichischen Nationalbank wurden ins „Altreich“ verbracht. Bereits am ersten Jahrestag des Anschlusses bemängelten Berichte der Gestapo die nachlassende Euphorie in der Bevölkerung. Der Einmarsch in der Tschechoslowakei wurde in Wien mit gemischten Gefühlen aufgenommen, 30 Prozent der Einwohner der Stadt hatten slawische, meist tschechische Wurzeln.
Die österreichischen Nationalsozialisten hatten nach dem Anschluss auf ihre Berücksichtigung bei den anstehenden Postenverteilungen gehofft, wurden aber selbst enttäuscht, da die NSDAP bei der Besetzung von Führungspositionen lieber auf „reichsdeutsche“ Parteigänger setzte. Das rasche Ende der Massenarbeitslosigkeit aufgrund des Übergreifens der Rüstungskonjunktur (siehe auch Mitteleuropäischer Wirtschaftstag, Aufrüstung der Wehrmacht) wurde zwar dem Regime von vielen zugutegehalten, die Gleichschaltung aller Lebensbereiche, der unpopuläre Kriegsbeginn 1939 und mehr noch der ab Ende 1941 absehbar scheiternde Russlandfeldzug führten jedoch zu massiver Ernüchterung. Der deutsche Politikwissenschaftler Richard Löwenthal meinte zur Stimmung unter den Österreichern nach dem Anschluss:

„Die Österreicher wollten Deutsche werden – bis sie es dann wurden.“

Als im September 1939 der Zweite Weltkrieg losbrach, wurden auch die österreichischen Männer sukzessive in die deutsche Wehrmacht eingezogen. Dabei wurde eine Anhäufung von Österreichern in den einzelnen Truppenkörpern systematisch vermieden, um eine soziale Abschottung gegenüber den Soldaten aus dem „Altreich“ zu verhindern. Nur unter den Gebirgsjägern stellten die Österreicher eine signifikante Gruppierung dar.
Über den Anschluss und seine Folgen für das Österreichbewusstsein schreibt Bruckmüller:

„Schon die Zeit der nationalsozialistischen Okkupation hatte den Österreichern vor Augen geführt: daß nämlich Österreich von den Deutschen (Nazis, Unternehmern, Militär) keineswegs als ‚befreites‘, mit anderen Gebieten des Deutschen Reiches gleichrangiges Land, sondern als Kolonie betrachtet wurde, deren ökonomische Ressourcen man ausbeuten wollte und deren Menschen für den militärischen Apparat und die Kriegswirtschaft einsetzbar erschienen. Damit im Zusammenhang steht (zweitens), daß die Österreicher eben nicht ‚Deutsche‘ waren, sondern höchstens Deutsche zweiter Klasse. Es begann ein Bewußtseinsprozeß nationaler Besonderheit (vorbereitet schon vor 1938 von wenigen Intellektuellen in Minderheitspositionen wie, auf der Linken, Alfred Klahr und, auf der Rechten, Ernst Karl Winter, Oskar A. H. Schmitz oder Dietrich von Hildebrand), der seit 1945 noch beschleunigt wurde. Ergebnis ist ein deutliches, wenngleich in sich durchaus nicht widerspruchsfreies österreichisches Nationalbewußtsein.“

#### Die Rolle des österreichischen Widerstandes

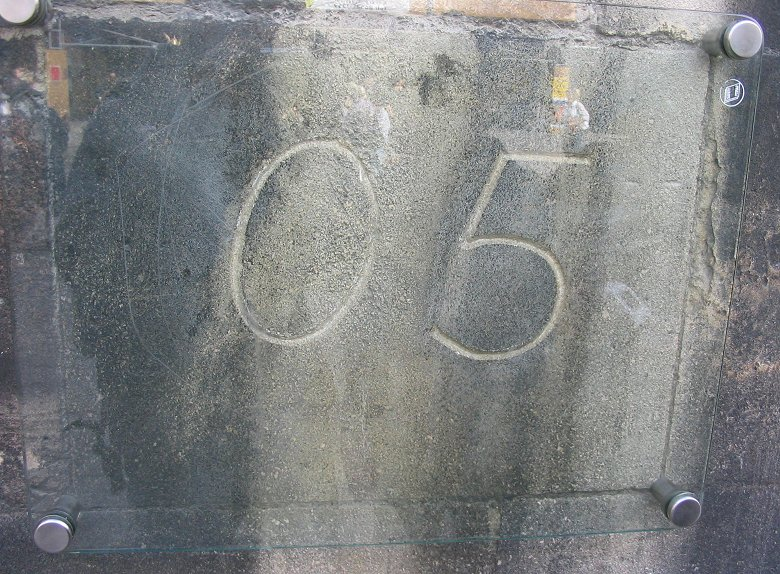
Zeichen der Widerstandsbewegung O5 am Stephansdom

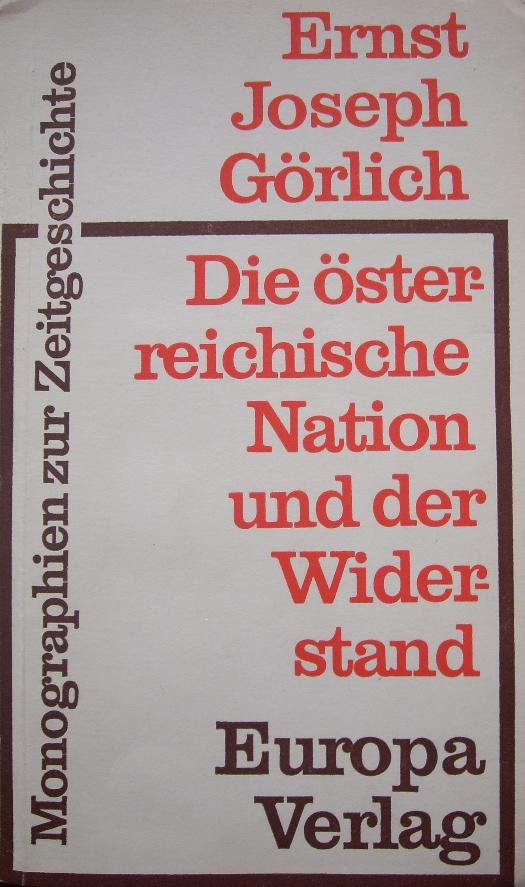
Nach 1945 wurde vermehrt Literatur zum Thema der österreichischen Identität veröffentlicht.

Als sich 1943 die Hinweise auf die endgültige militärische Niederlage Deutschlands im Zweiten Weltkrieg verdichteten und damit das Ende der nationalsozialistischen Herrschaft absehbar erschien, begannen einige jener Politiker der Ersten Republik, die nicht dem politischen Terror zum Opfer gefallen waren oder sich in Haft befanden, im Geheimen ein selbstständiges Österreich zu planen.
In dieser Zeit fand, was die österreichische Identität betraf, das erste Umdenken statt.
Hierbei spielte die Formierung österreichischer Widerstandsgruppen wie O5 eine zentrale Rolle. Der Autor Ernst Joseph Görlich schrieb zur Bedeutung des Widerstandes für das Erstarken der österreichischen Identität, dass dieser zwar nicht in seinem Ausmaß, jedoch in seiner Wirkung von äußerster Relevanz war. Das Dokumentationsarchiv des österreichischen Widerstandes schätzt die Zahl der am Widerstand beteiligten Österreicher auf 100.000. Auch der Historiker Felix Kreissler sieht im österreichischen Widerstand durchaus nationale Charakterzüge und gesteht ihm eine zentrale Rolle bei der österreichischen Nationswerdung zu.
Auch in den beiden großen politischen Lagern der Ersten Republik, den Christlichsozialen und den Sozialdemokraten, „in Österreichern, die jetzt, sehr zu ihrem Erstaunen, wie sie selbst gestehen, bemerkten, dass sie sich nicht mehr als Deutsche, sondern primär als Österreicher erleben“, setzte sich im Laufe des Jahres 1943 die Überzeugung durch, dass Österreich nach Kriegsende wieder einen eigenständigen Weg einschlagen solle.
So wurde das Bestreben von deutschen Sozialdemokraten, vertreten durch Wilhelm Leuschner, der bei Adolf Schärf vorstellig wurde, die Vereinigung Österreichs mit Deutschland nach Kriegsende beizubehalten, von diesem zurückgewiesen. Obwohl Schärf, wie weite Teile der sozialdemokratischen Führungsriege, vor 1933 ein überzeugter Anschlussbefürworter gewesen war, setzte sich bei ihm im Laufe des Gesprächs die Erkenntnis durch, dass sich die Situation geändert habe. Zu Leuschner sagte er spontan: „Der Anschluss ist tot. Die Liebe zum Deutschen Reich ist den Österreichern ausgetrieben worden.“ Erst danach sprach Schärf über das Thema mit Renner, Seitz und anderen: „Wir alle sind langsam […] zu der Auffassung gekommen, die mir zuletzt Leuschner gegenüber auf die Lippen gekommen war.“ Karl Renner etwa hatte sich noch 1938, unter anderem in einem Zeitungsinterview, für den Anschluss ausgesprochen, mit dem Argument, dieser sei zwar nicht so abgelaufen wie gewünscht, im Endeffekt zähle aber das faktische Ergebnis.
Lois Weinberger, Mitglied im österreichischen Widerstand und später ÖVP-Politiker, bekam 1942 Besuch von Carl Friedrich Goerdeler, Mitglied des deutschen Widerstandes, der sich später am Umsturzversuch vom 20. Juli 1944 beteiligte und dafür hingerichtet wurde. Auch dieser sprach sich für die Beibehaltung des Anschlusses aus. Weinberger verteidigte gegenüber Goerdeler den Plan der staatlichen Unabhängigkeit Österreichs nach dem Krieg.
Wie in Deutschland kam es auch in Österreich zu keinen Massenerhebungen gegen die NS-Herrschaft. Auch wenn sich die als preußisch empfundenen Besatzer bei Teilen der Bevölkerung unbeliebt gemacht hatten, so wartete diese doch das Ende des Krieges ab, ohne ihr Leben zu riskieren. Auch wenn den Alliierten das Vorhandensein eines österreichischen Widerstandes, vor allem über die Pariser Kontakte Fritz Moldens, bekannt war, erschien er ihnen doch nicht als schlagkräftig genug. So schätzte das Foreign Office die Lage in Österreich 1944 folgendermaßen ein:

„Es gibt praktisch keinerlei Hinweise auf eine organisierte Widerstandsbewegung in Österreich. Man mag die Nazis zwar nicht, die Preußen schon gar nicht, aber die überwältigende Mehrheit der Österreicher ist nicht bereit, irgendein persönliches Risiko auf sich zu nehmen.“

Das Jahr 1943 wird von mehreren Wissenschaftlern, unter anderem von Felix Kreissler, als das entscheidende für die spätere österreichische Nationswerdung angesehen. Es markiert gewissermaßen den Wendepunkt, der vom Pangermanismus weg- und zur österreichischen Nation hinführte.
Die Alliierten erklärten 1943 in der Moskauer Deklaration, Österreich sei „das erste Opfer“ Hitlers geworden und werde nach Kriegsende als selbstständiger Staat wiederhergestellt. Auf diese Position hatten unter anderem österreichische Exilanten Einfluss ausgeübt. Die Österreicher im Lande erfuhren von der Moskauer Deklaration allerdings nur, wenn sie unter Lebensgefahr „Feindsender“ hörten. In den Stäben des britischen und des US-Außenministeriums wurden vor und nach der Moskauer Deklaration auch die Varianten Donauföderation und Süddeutsche Konföderation, jeweils inklusive Österreich, überlegt.

### Begriffsevolution und Akzeptanz der österreichischen Nation nach 1945

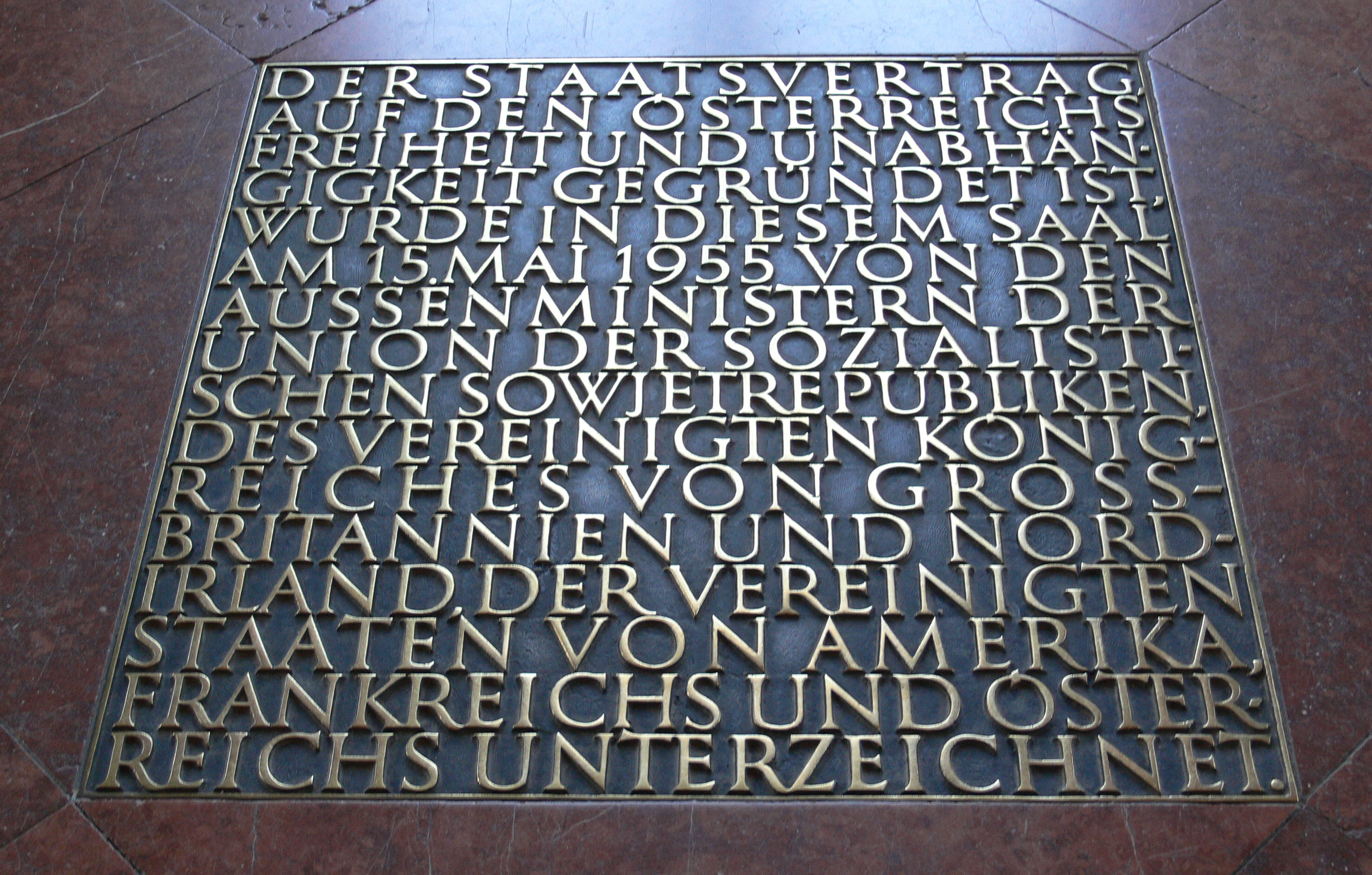
Gedenktafel an die Unterzeichnung des Staatsvertrages im Fußboden des Marmorsaals im Oberen Belvedere in Wien. Der Staatsvertrag gilt als Kernindikator für die Entwicklung eines eigenständigen Österreichbewusstseins.

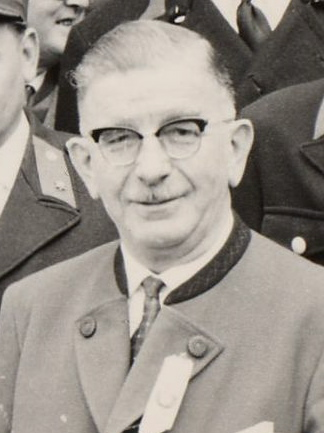
Leopold Figl, der erste Bundeskanzler der Zweiten Republik, forderte bereits in seiner Regierungserklärung 1945 die Förderung des Österreichbewusstseins und bat die Bevölkerung in seiner Weihnachtsansprache desselben Jahres: „Glaubt an dieses Österreich“.

Nach Ende des Zweiten Weltkriegs bildete sich eine österreichische Nationalidentität vor allem in der Abgrenzung von der deutschen Nation heraus. Egal, ob das Privilegium Minus von 1156 oder das Ende des Heiligen Römischen Reichs 1806 als Ausgangspunkt genommen wurde: den meisten Nachkriegsnationsvorstellungen ist die Ansicht gemeinsam, dass Österreich nie Teil Deutschlands oder der deutschen Nation gewesen sei.
Als Nationalbewusstsein wurde damals im Allgemeinen jene Art von kollektiver Identität verstanden, die die größte Gruppe bezeichnet, der sich ein Mensch zugehörig fühlt. Der Übergang von einem bloßen Österreichbewusstsein zu einem österreichischen Nationalbewusstsein in diesem Sinne wird meist ab 1945 angenommen.
Die aus völkerrechtlicher Sicht als nichtig erklärte Eingliederung Österreichs in das Deutsche Reich bildete schließlich Karl Renners Hauptargument in der größtenteils von ihm entworfenen österreichischen Unabhängigkeitserklärung:

„Angesichts der Tatsache, daß der Anschluß des Jahres 1938 nicht, wie dies zwischen zwei souveränen Staaten selbstverständlich ist, zur Wahrung aller Interessen durch Verhandlungen von Staat zu Staat vereinbart und durch Staatsverträge abgeschlossen, sondern durch militärische Bedrohung von außen und den hochverräterischen Terror einer nazifaschistischen Minderheit eingeleitet, einer wehrlosen Staatsleitung abgelistet und abgepreßt, endlich durch militärische kriegsmäßige Besetzung des Landes dem hilflos gewordenen Volke Österreichs aufgezwungen worden ist […] erlassen die unterzeichneten Vertreter aller antifaschistischen Parteien Österreichs ausnahmslos die nachstehende Unabhängigkeitserklärung.“

Von einer eigenständigen österreichischen Identität ist in der Unabhängigkeitserklärung – ebenso wie von der aktiven Beteiligung vieler Österreicher am NS-Regime oder vom Schicksal der jüdischen Österreicher – nicht die Rede.
Jedoch wies der erste österreichische Bundeskanzler der Zweiten Republik, Leopold Figl, schon in seiner ersten Regierungserklärung vor dem Nationalrat am 21. Dezember 1945 darauf hin, dass man die Fehler der Ersten Republik nicht wiederholen wolle. Die österreichische Nation wies er in dieser Rede indirekt als Kulturnation aus, zugleich lehnte er es ab, diese als bloße politische Erfindung zu betrachten:

„Das Österreich von morgen wird ein neues, ein revolutionäres Österreich sein. Es wird von Grund auf umgestaltet und weder eine Wiederholung von 1918 noch von 1933 noch eine von 1938 werden. […] Unser neues Österreich ist ein kleiner Staat, aber es will dieser großen Tradition, die vor allem eine Kulturtradition war, treu bleiben, als Hort des Friedens im Zentrum Europas. Wenn wir immer wieder mit allem Fanatismus heimatverwurzelte Treue zu uns selbst betonen, daß wir kein zweiter deutscher Staat sind, dass wir kein Ableger einer anderen Nationalität jemals waren, noch sein wollen, sondern daß wir nichts anderes sind als Österreicher, dies aber aus ganzem Herzen und jener Leidenschaft, die jedem Bekenntnis zu seiner Nation innewohnen muß, dann ist dies keine Erfindung von uns, die wir heute die Verantwortung für diesen Staat tragen, sondern die tiefste Erkenntnis aller Menschen, wo immer sie auch stehen mögen in diesem Österreich.“

Die staatliche Teilung entlang der Grenzen der Besatzungszonen, wie sie in Deutschland bald eintrat, konnte in Österreich verhindert werden. Schließlich wurde 1955 die Besatzungszeit mit dem Staatsvertrag beendet, der unter anderem das Anschlussverbot bekräftigte. Im selben Jahr wurde die Republik Österreich in die UNO aufgenommen und erklärte verfassungsrechtlich seine „immerwährende Neutralität“. Die österreichische Neutralitätspolitik wurde in der Folge ebenfalls als identitätsstiftend angesehen. Ruth Wodak bezeichnet die Neutralität, neben dem Opfermythos, als zweite tragende Säule des österreichischen Identitätsdiskurses.

#### Förderung des Österreichbewusstseins als Bildungsanliegen
Die nationalideologische Eigenständigkeit Österreichs wurde auch von den Behörden der Besatzungsmächte gefördert. So erschien am 9. August 1945 in den damals von den amerikanischen Streitkräften herausgegebenen Salzburger Nachrichten ein Artikel mit dem Titel „Sind Österreicher Deutsche?“, in dem unter anderem Unterschiede zwischen österreichischen und deutschen Nationalsozialisten betont wurden. Um das Österreichbewusstsein zu stärken, wurden auch bereits 1946 950-Jahr-Feiern zur Unterzeichnung der Ostarrîchiurkunde abgehalten.
Das österreichische Nationalbewusstsein war zu Beginn dennoch ein Elitenpatriotismus, der sich in weiten Teilen der Bevölkerung erst im Lauf der Zeit durchsetzte.
Trotz seiner außenpolitischen Nützlichkeit kann das entstandene nationale Selbstbewusstsein der Österreicher nicht nur auf die Erfahrungen mit Nationalsozialismus und Krieg, sondern auch auf politische, kulturelle und wirtschaftliche Identitätsbildung zurückgeführt werden.
Für die historische Reflexion wurde eine Konzentration auf Österreich in den heutigen Grenzen bewusst gefördert. 1957 begann die Zeitschrift Österreich in Geschichte und Literatur, die sich vor allem an Gymnasiallehrer wandte. Die Leistungen der Vergangenheit, z. B. auf dem Gebiet naturwissenschaftlicher Forschung, wurden nun eingegrenzt auf Österreich betrachtet: 1949 erschien Österreichs Anteil an der Entdeckung der Erde (von Hugo Hassinger), 1950 (ergänzt 1957) erschien ein Band Österreichische Naturforscher und Techniker (von Fritz Knoll), und 1951 erschien eine Geschichte der Medizin in Österreich (von Burghard Breitner).
Die Akademie der Wissenschaften in Wien wurde 1947 in „Österreichische Akademie der Wissenschaften“ umbenannt – anstelle des Ortes, an dem die Akademie ihren Sitz hat, wurde nun ihr Österreichbezug betont.

#### Der Opfermythos

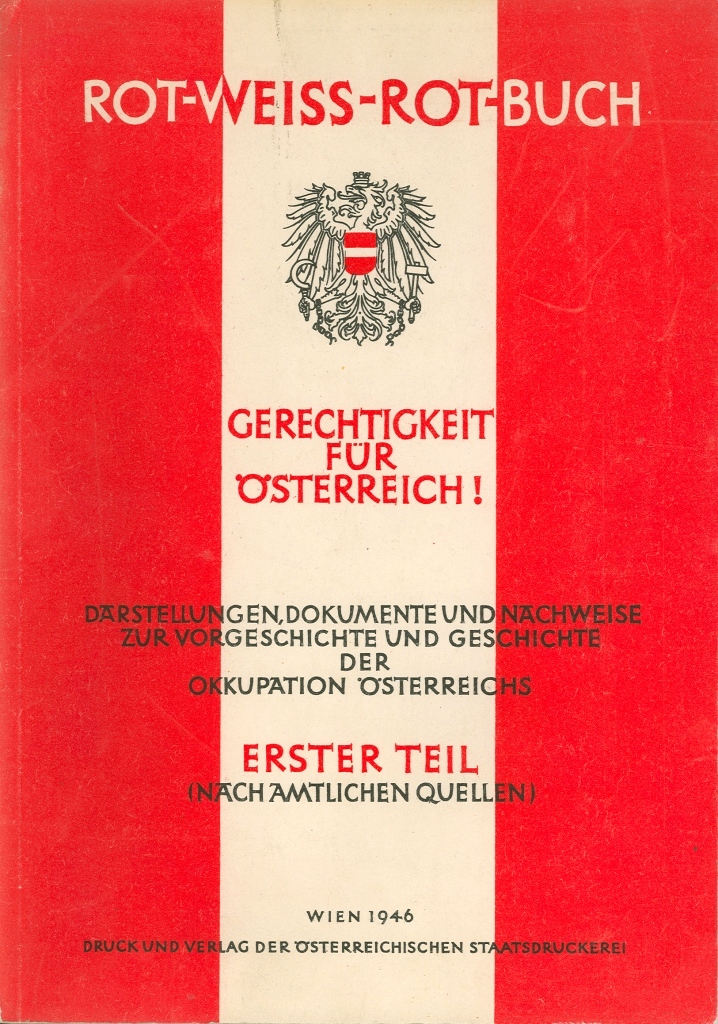
Das „Rot-Weiß-Rot-Buch“ wurde 1946 durch das Außenministerium aufgelegt, um die „Opferthese“ argumentativ zu untermauern.

Personifikation der friedfertigen Austria aus der Werkstatt von Moritz von Schwind, 1867. Die Austria war lange Zeit Symbolfigur für die Einheit der Völker der österreichischen Monarchie. Nach 1918 wurde sie auch als Allegorie für die Republik Österreich eingesetzt, war aber als solche nie besonders verbreitet.

Nach dem Ende des Zweiten Weltkrieges diente die Idee, Österreich sei eine eigenständige Nation, auch dazu, die sogenannte Opferthese aufrechtzuerhalten. Die österreichische Seite war daher auch gerne bereit, sich selbst als erstes Opfer des Nationalsozialismus zu fühlen und schon aus diesem Grunde die Eigenstaatlichkeit zu betonen.
Um diese Theorie zu untermauern, wurde 1946 vom Außenministerium ein Rot-Weiß-Rot-Buch aufgelegt, das Dokumente aus den Jahren 1933 bis 1945 sowie dazugehörige Kommentare enthielt. Das Buch wurde von vielen Historikern als tendenziös kritisiert. Ruth Wodak meint, mit Bezugnahme auf Ausführungen Bruckmüllers, dass „Österreich arm an nicht-kontroversiellen Daten sei, die sich zur kollektiven Identifikation eignen: Es gebe keine gelungene Revolution, keine Unabhängigkeits- oder Befreiungsbewegung wie in anderen Ländern, wo derartige historische Ereignisse identitätsstiftend wirken. Diese Behauptung könnte vielleicht ebenfalls erklären, warum die Opferthese so wichtig geworden ist.“
Der britische Historiker Gordon Brook-Shepherd bezeichnet den Anschluss als “Rape by Consent” („Einvernehmliche Vergewaltigung“) und Erich Kästner thematisierte den österreichischen Opfermythos in einem Spottlied, indem er die Nationalallegorie Austria singen ließ:
„Ich habe mich zwar hingegeben, doch nur weil ich gemußt.
Geschrien habe ich nur aus Angst und nicht aus Liebe und Lust.
Und daß der Hitler ein Nazi war – das habe ich nicht gewußt!“
Der Opfermythos begann erst 1986 im Zuge der sogenannten Waldheim-Affäre, in der es um die Rolle des Präsidentschaftskandidaten Kurt Waldheim während der Zeit des Nationalsozialismus ging, zu bröckeln. Vor allem Waldheims Aussage, er habe in der Wehrmacht lediglich seine Pflicht getan, führte zu einem breiten öffentlichen Diskurs über die NS-Vergangenheit vieler Österreicher. Schließlich räumte der damalige Bundeskanzler Franz Vranitzky 1991 die Mitschuld vieler Österreicher am NS-Terror ein: „Es gibt eine Mitverantwortung für das Leid, das zwar nicht Österreich als Staat, wohl aber Bürger dieses Landes über andere Menschen und Völker gebracht haben.“ Dieses Eingeständnis ermöglichte 1992 die Realisierung des Projektes Gedenkdienst durch den damaligen Innenminister Franz Löschnak.
Anlässlich des zehnjährigen Bestehens des österreichischen Nationalfonds sagte Nationalratspräsident Andreas Khol 2005 über die Zurückdrängung der Opferthese: „In dem Ausmaß, in dem Österreich im Bewusstsein seiner Bürgerinnen und Bürger zur Nation wurde, in ebendiesem Ausmaß bekannte sich die österreichische Nation dazu, dass viele ihrer Bürgerinnen und Bürger Täter im nationalsozialistischen Unrechtsstaat wurden und ihre Republik dafür Verantwortung trägt.“ Khol zitierte in seiner Rede auch Wolfgang Schüssel, zu dieser Zeit Bundeskanzler, der, in Ablehnung einer Verantwortlichkeit Österreichs als Staat, gesagt hatte:

„Ich werde nie zulassen, dass man Österreich nicht als Opfer sieht. Das Land war in seiner Identität das erste militärische Opfer der Nazis. Aber ich will nicht den Eindruck erwecken, dass wir die individuelle Schuld von vielen Tätern in irgendeiner Weise minimieren oder wegreden wollen.“

Die Nationalratspräsidentin Barbara Prammer wiederum sprach bei einer Gedenkveranstaltung am 12. März 2008 über die Folgen des Opfermythos für die Opfer des Nationalsozialismus in Österreich:

„[…] nach 1945 sahen sich viele […] als Opfer wirtschaftlicher, gesellschaftlicher und persönlicher Zwänge […] wurde eine Fiktion der Geschichte geschaffen; Österreich oftmals nur als eine Nation der Opfer dargestellt. Die Vermeidung der Auseinandersetzung mit den Verbrechen des Nationalsozialismus und die Abwehr von Schuld wurden dadurch erleichtert. […] Wenige Überlebende der Konzentrationslager, die nach Österreich zurückkehrten, wurden freundlich empfangen. Die Rückgabe enteigneten Vermögens wurde verweigert, sah man sich doch selbst als Opfer einer „ausländischen Tyrannei“. Die Zurückgekehrten störten dieses Selbstbild.“

#### Patriotismus
Ein besonders enthusiastisches Nationsbewusstsein hat sich in Österreich lange Zeit nicht entwickelt. Ernst Bruckmüller klassifiziert das Österreichgefühl in der Zweiten Republik als „eher realistisch-resignativ als begeistert-emphatisch.“
Neue empirische Studien zeigen jedoch, dass sich mittlerweile ein insbesondere im Vergleich zu anderen Nationen sehr ausgeprägtes österreichisches Nationalbewusstsein entwickelt hat.
In einer Umfrage aus dem Jahr 2001 gaben 56 % der befragten Österreicher an, „sehr stolz“ auf Österreich zu sein, 35 % waren „ziemlich stolz“. Auf die Frage, ob sie stolz auf ihre österreichische Staatsbürgerschaft seien, antworteten 2008 46 % der Befragten, sie seien sehr stolz, 38 %, sie seien stolz darauf.
Eine umfassende soziologische Studie zur nationalen Identität der Österreicher Anfang der 1990er Jahre zeigte, dass sich das generelle Ausmaß der Verbundenheit bzw. Identifikation mit Österreich in der Nachkriegszeit signifikant erhöht hat; heute sehen sich nahezu 90 % als Österreicher und fühlen sich dem Land verbunden. In dieser Studie wurde auch zwischen den Dimensionen des Österreichpatriotismus und des Nationalstolzes unterschieden; es zeigte sich, dass die erstere neben dem Element der Hochschätzung des eigenen Landes auch ein Element des Chauvinismus enthält; der Nationalstolz korrelierte dagegen sogar positiv mit einer weltoffenen und ausländerfreundlichen Haltung.
Nach Untersuchungen des US-amerikanischen National Opinion Research Center liegt Österreich bei einer Bewertung des allgemeinen Nationsbewusstseins in mehreren Staaten auf Platz vier hinter den USA, Irland und Kanada und erhielt 36,5 von 50 Punkten. Bei einer im Zuge dieser Untersuchung durchgeführten Umfrage gaben 83 % der befragten Österreicher an, stolz darauf zu sein, dass sie Bürger ihres Landes seien, und belegten damit den dritten Rang hinter den USA und Irland. Auch glaubten 64 % der Befragten, dass Österreich besser als die meisten anderen Länder sei.
Anton Pelinka schrieb zur Entwicklung des österreichischen Patriotismus:

„Das waren noch Zeiten, als man (als ich) als österreichischer Patriot noch Ärgernis provozieren konnte – in Österreich; als der Hinweis auf die österreichische Nation noch Reaktionen wie „ideologische Mißgeburt“ auslöste; als der Patriotismus Gegensätze nicht zu-, sondern aufdeckte. Diese Zeiten sind vorbei. Und das ist irgendwie schade. Denn nun sind sie alle Patrioten, und zwar österreichische […]. Nein, der gute alte Österreich-Patriotismus ist tot – leider. Er hat Gegensätze nicht verschlampt, er hat sie verdeutlicht. Der neue Patriotismus, für den alle sind – oder sein sollen, der ist wie Opium. Er soll Verstand durch Wohlgefühl ersetzen; und die oft schmerzhafte Analyse durch dumpfe Nestwärme. Das mag wollen, wer will. Ich mag es nicht.“

#### Nationsbewusstsein und Nachbarschaft
Aufgrund der historischen und sprachlichen Nähe zu Deutschland und wegen der bis dahin geltenden Auffassung, Österreich sei Teil der deutschen Nation, wurde die Konkretisierung des österreichischen vor allem durch die Unterscheidung vom deutschen Nationsbegriff vorangetrieben. Um diese Abgrenzung so deutlich wie möglich zu machen, wurde und wird häufig alles Deutsche als nicht österreichisch und damit als negativ betrachtet und das entwickelte Nationsbewusstsein in Epochen zurückprojiziert, in denen es nicht existierte. Der österreichische Nationalismus richtet sich jedoch nicht nur gegen die Deutschen, sondern – wie alle Nationalismen – gegen „das Fremde“ schlechthin.
Andererseits hat Österreich eine lange gemeinsame Geschichte mit seinen nichtdeutschsprachigen Nachbarn aufzuweisen. Teilweise wirkt die Donaumonarchie, die wegen Nationalismen ihrer Völker zerfiel, dennoch nach. In diesem Sinne zog der tschechische Außenminister Karel Schwarzenberg 2008 weitgehende Parallelen zwischen Österreichern und Tschechen:

„Warum sollte es anders sein? Wir sind ein Volk mit zwei Sprachen, mit spiegelbildlichen Vorurteilen, Schwächen und Vergangenheit. Wir sind uns so ähnlich, es ist nahezu grotesk.“

Ähnlich äußerte sich im selben Jahr der frühere tschechische Diplomat Jiří Gruša, Leiter der von der Republik Österreich betriebenen Diplomatischen Akademie in Wien: „Tschechen und Österreicher sind eine Nation“, sagte Grusa ironisch auf die Frage, warum die beiden Nachbarn so vortrefflich streiten könnten. Gäbe es die Herdersche Definition der Nation über die Sprache nicht, dann wären die Tschechen und die Österreicher ein und dieselbe Nation. Mental, emotional und in der Art die Probleme anzugehen, sind wir eine Nation. In einer Familie sind oft die ärgsten Streitigkeiten. Wir sind eine geschiedene Ehe, die jetzt in der EU wieder ein bisschen repariert werde. Was trennt die Tschechen und die Österreicher? Der gemeinsame Charakter, variierte Jiri Grusa ein Karl Kraus zugeschriebenes Zitat über das Verhältnis von Deutschen und Österreichern.

## Positionierungen zum Nationsbegriff
Der Soziologe Gunter Falk sieht prinzipiell drei Positionen gegenüber einer eigenständigen nationalen Identität Österreichs:
- die ablehnende, deutschnationale Position,
- die alternative, internationalistische Haltung und
- die österreichisch-nationale Position.[133]

Es bestehen auch durchaus regionale Unterschiede, wobei von einigen auch lokale Identitäten als primäre Identifikationsfaktoren angegeben werden. Regionale Identitäten sind in Österreich weiterhin wesentlich wichtiger als in anderen europäischen Ländern. Neben dem individuellen Verhältnis bestehen auch Positionierungen einzelner sozialer Gruppen zum Nationsgedanken. In die drei Hauptpositionen lassen sich auch die wesentlichen politischen Kräfte der Zweiten Republik einordnen.

### Die Position der Parteien nach 1945

#### ÖVP
Die Österreichische Volkspartei (ÖVP) war 1945 neu gegründet worden und stellte einen bewussten Bruch gegenüber der christlichsozialen, aber auch der austrofaschistischen Tradition der ersten Republik dar. Sie repräsentierte jedoch weiterhin wie ihre Vorgängerparteien das konservative Lager. In ihren ersten „Programmatischen Leitsätzen“, die sie 1945 formulierte, wich die ÖVP vom bisherigen deutschnationalen Kurs des christlichsozialen Lagers ab, in dem sie etwa in „den Schulen aller Stufen“ die „restlose Durchdringung des Unterrichts mit österreichischem Gedankengut“ sowie die „Intensivste Arbeit am Aufbau der österreichischen Nation, die ein starkes, stolzes österreichisches Staats- und Kulturbewußtsein formen muß“ forderte.

#### SPÖ

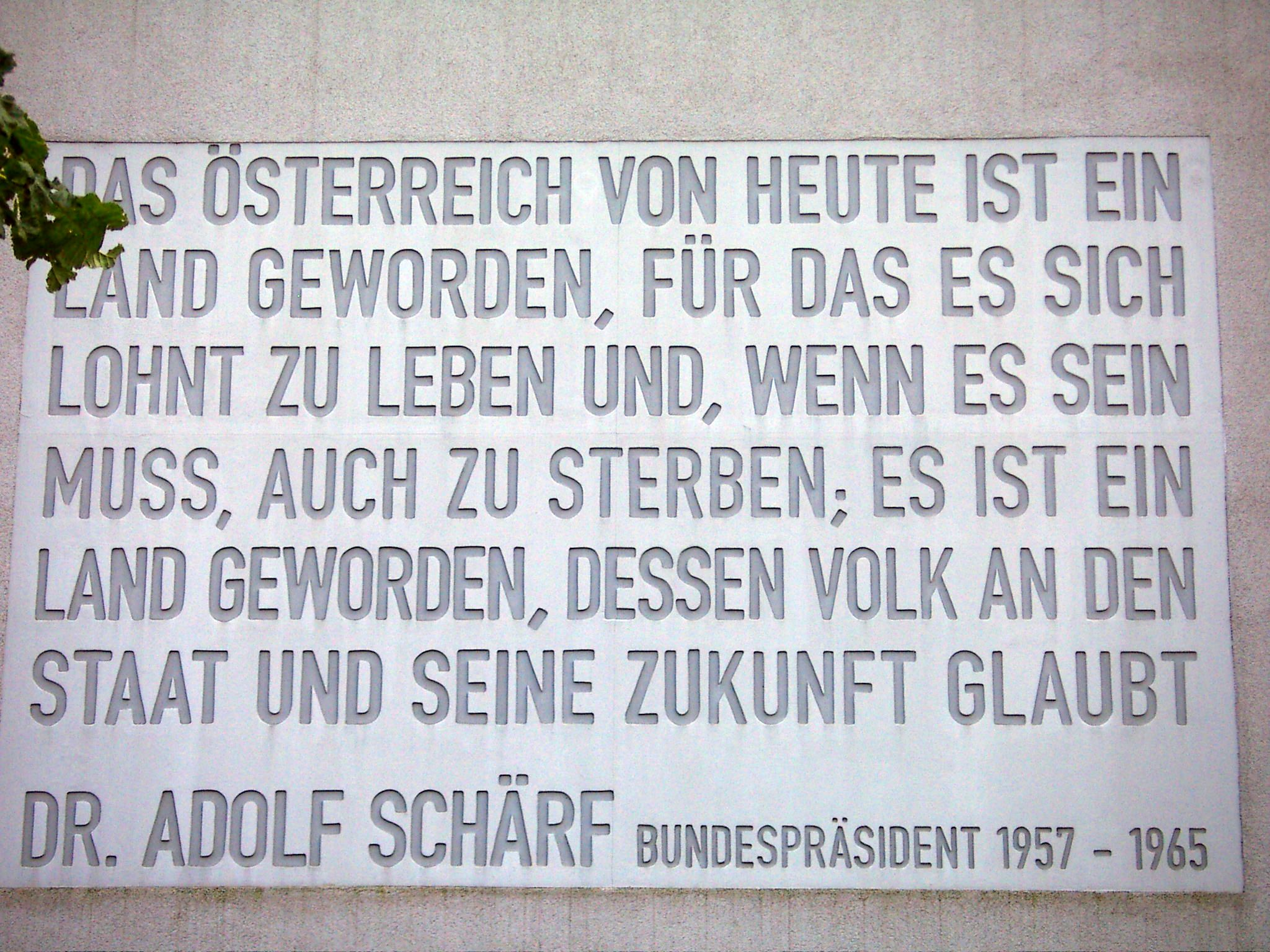
Diese Aussage Adolf Schärfs verdeutlicht die gewandelte Einstellung der Sozialdemokratie gegenüber der österreichischen Eigenständigkeit.

Die Sozialdemokratische Arbeiterpartei der ersten Republik hatten sich nach ihrer Zerschlagung 1934 in Sozialdemokraten und „revolutionäre Sozialisten“ gespalten. Um eine Teilung der Arbeiterschaft nach dem Krieg zu verhindern, wurde die Partei 1945 zwar als Sozialistische Partei Österreichs (SPÖ) wiedergegründet, ihr programmatischer Schwerpunkt war jedoch sozialdemokratisch ausgeprägt. Auch die SPÖ begann von ihrer großdeutschen Ausgangslage abzuweichen. Noch 1926 hatte sie den Anschluss als Ziel ihrer Politik in ihr Parteiprogramm aufgenommen, 1933 infolge der Machtübernahme der Nationalsozialisten im Deutschen Reich aber wieder daraus gestrichen. Obwohl Teile der SPÖ zur Bejahung der nationalen Eigenständigkeit Österreichs tendierten, hielten einzelne Vertreter, allen voran Friedrich Adler, an der Zugehörigkeit der Österreicher zu einem deutschen Volk fest.
Karl Renner bezeichnete diese Haltung als „eine herausgefallene und aufgeklaubte Seite eines längst vergilbten politischen Lesebuchs“ und meinte in seiner Ansprache zur Eröffnung des neugewählten Nationalrates am 19. Dezember 1945: „Von nun an gelte in Wahrheit und unzerstörbarer Wirklichkeit: Österreich wird ewig stehn!“ Dennoch hielt sich die SPÖ in der Nationalitätsfrage lange Zeit bedeckt, wohl auch um die Anhängerschaft Adlers nicht zu vergrämen. Spätestens mit dem Parteiprogramm von 1972 und dem neuen Grundsatzprogramm setzte sich jedoch die Akzeptanz der österreichischen Nation auch in der Sozialdemokratie weitestgehend durch.

#### KPÖ
Die österreichischen Kommunisten waren auf Basis der Theorie Alfred Klahrs bereits 1937 unter den Ersten gewesen, die die nationale Eigenständigkeit Österreichs forderten. Diese Haltung behielt die KPÖ nach 1945 bei, blieb dabei aber politisch und ideologisch von der sowjetischen Besatzungsmacht abhängig. Im KPÖ-Parteiorgan „Weg und Ziel“ forderte 1947 Otto Langbein, der von 1969 bis 1973 für die Redaktion des Österreichischen Wörterbuches zuständig war, eine klare Distanzierung vom Deutschtum:

„Wir müssen in allem und jedem uns selber und der Welt beweisen, daß wir keine Deutschen sind, daß wir mit dem Deutschtum nichts zu tun haben. […] Die deutsche Nation, die deutsche Kultur sind für uns eine fremde Nation, eine fremde Kultur. Österreich muß sich endlich zu dem bewußten Gefühl durchringen: die Deutschen gehen uns nicht um ein Haar mehr an als irgendein anderes Volk.“

Die Kommunisten kritisierten daher die deutschnationale Haltung des Verbandes der Unabhängigen (VdU) und die großdeutschen Tendenzen in der SPÖ heftig. Die KPÖ, die im Vergleich zu anderen europäischen Staaten immer eine kleine kommunistische Bewegung gewesen war, wurde schließlich 1959 nicht mehr in den Nationalrat gewählt.

#### VdU/FPÖ
Der Verband der Unabhängigen (VdU) wurde 1949 als Partei des „Dritten Lagers“ gegründet und vertrat sowohl liberale als auch großdeutsche und deutschnationale Anliegen. Der VdU, der sich 1956 auflöste und teilweise in der Freiheitlichen Partei Österreichs (FPÖ) aufging, war damit der wichtigste Zusammenschluss der Gegner der österreichischen Nationswerdung. Im Ausseer Programm von 1954 hieß es: „Österreich ist ein deutscher Staat, seine Politik muß dem gesamten deutschen Volk dienen.“
Nach innerparteilichen Spannungen, die sich aus dem Ausseer Programm ergaben, folgte eine schwere Wahlniederlage bei der Nationalratswahl 1956. Vom Bekenntnis der Zugehörigkeit zum deutschen „Volks- und Kulturraum“ ist auch die FPÖ im Wesentlichen bis heute nicht abgegangen. Im Parteiprogramm von 1997 heißt es, dass „von der Rechtsordnung denklogisch vorausgesetzt wird, dass die überwiegende Mehrheit der Österreicher der deutschen Volksgruppe angehört.“ Der dritte Absatz weicht diese deutschnationale Grundhaltung jedoch mit der folgenden Formulierung auf: „Jeder Österreicher hat das Grundrecht, über seine Identität und Volkstumszugehörigkeit selbstbestimmt und frei zu befinden.“
In der Wählerschaft der FPÖ stellt die deutschnationale Position mittlerweile nur noch die Meinung einer Minderheit dar; laut Umfragen verneinen lediglich 17 % jener Befragten, die sich als FPÖ-Anhänger deklarieren, die Existenz einer eigenständigen österreichischen Nation. Als der FPÖ-Politiker Wolfgang Jung 2002 äußerte, er bezeichne sich, frage man ihn nach seiner Nationalität, als Deutschen, wurde er auch von der eigenen Parteispitze kritisiert.

#### BZÖ
Das Bündnis Zukunft Österreich (BZÖ) legte sich in seinem Programm von 2011 nicht eindeutig auf ein Bekenntnis zur Nation fest. Dort hieß es unter anderem:
„Wir wollen den Schutz der Heimat im Rahmen des souveränen Nationalstaates, der ethnisch neutral mit seiner Verfassung die demokratische Mitwirkung des Bürgers auch in der EU gewährleistet.“
Wie auch im Duktus der FPÖ, aus der das BZÖ hervorging, wurde häufig auf die Vokabel „Heimat“ zurückgegriffen. Ebenso wie beim Begriff des souveränen Nationalstaates bleibt offen, auf welches Gebiet man sich bezieht und ob damit nationale Eigenständigkeit Österreichs gemeint ist.

#### Grüne
Die Grünen können mehrheitlich der internationalistischen Position zugerechnet werden. Der Nationsgedanke ist für sie negativ konnotiert und historisch belastet. Sie sehen die kollektive Identität als Ausgrenzungsgrund und Gefahr für die individuelle Selbstbestimmung. Im Grundsatzprogramm der Grünen heißt es dazu unter anderem:
„Heterogene Interessen (etwa im Nationalstaat oder im Staatenverband der EU) lassen sich nicht ins enge Korsett einer verordneten Identität pressen.“

### Die Positionen anderer Gruppierungen

#### Monarchisten
Der Idee der eigenständigen nationalen Identität standen und stehen auch monarchistische und legitimistische Kreise kritisch gegenüber. Diese hängen großteils pannationalistischen Strömungen an, die sich vorwiegend am Beispiel der untergegangenen Vielvölkermonarchie orientieren. Gleichzeitig stehen sie auch in Opposition zum Anschlussgedanken, da dieser einem formalen Verzicht auf die Restitution der Habsburger gleichkommen würde.

#### Kirchen
Kardinal Theodor Innitzer ließ sich 1938 dazu bewegen, mit der Bischofskonferenz den Anschluss zu befürworten und einen ihm vorgelegten Aufruf, bei der „Volksabstimmung“ vom 10. April mit Ja zu stimmen, zu unterzeichnen. Er übermittelte den Aufruf an Gauleiter Josef Bürckel mit einem Begleitbrief, die Bischöfe hätten „freiwillig und ohne Zwang“ ihre „nationale Pflicht erfüllt“, und ergänzte die Grußfloskel handschriftlich mit Heil Hitler! Der Aufruf wurde mit einem Faksimile dieses Begleitbriefes plakatiert. Im Herbst 1938 führte allerdings Innitzers „Christus ist unser König“-Predigt für die katholische Jugend im Wiener Stephansdom zum Sturm der HJ auf das Erzbischöfliche Palais; später waren Priester teils als Soldatenseelsorger, teils im österreichischen Widerstand gegen das NS-Regime aktiv.
Die Evangelische Kirche in Österreich war deutschnational eingestellt und begrüßte den „Anschluss“ beinahe uneingeschränkt: Der unnatürliche, seit 1866 bestehende Zustand ist beseitigt […] Wir danken dem Führer für seine große Tat.
Nach 1945 haben die Kirchen eine zunehmend zurückhaltende Position in politischen Fragen eingenommen, die nicht direkt ihre Morallehre betreffen. Dementsprechend haben sie auch in der Nationalitätsfrage nicht offen Partei ergriffen.

## Minderheiten

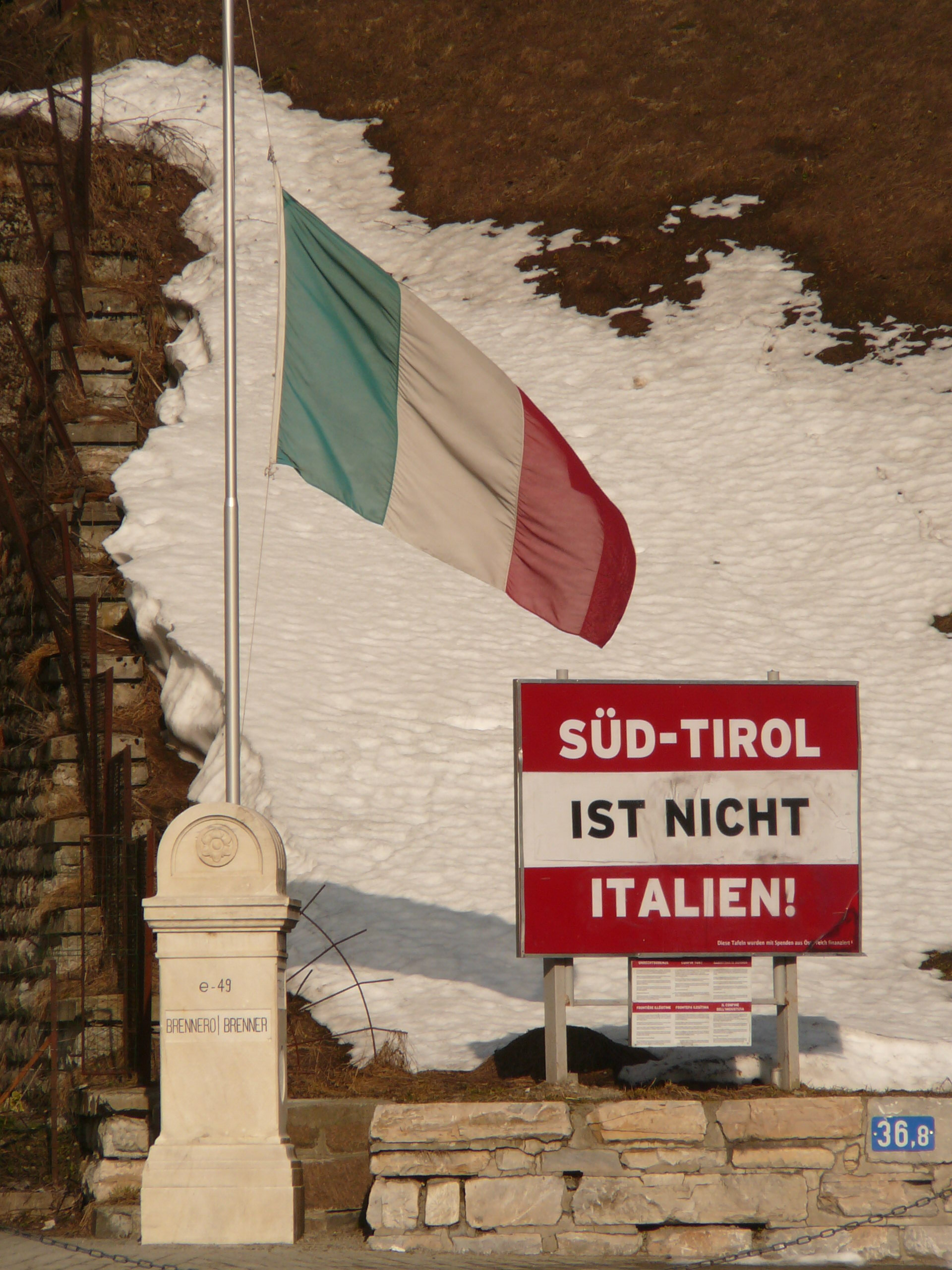
Protestplakat der Süd-Tiroler Freiheit am Brenner mit dem Titel „Süd-Tirol ist nicht Italien“.

Seit sich die österreichische Identität zu einem eigenständigen Nationalbewusstsein entwickelt hat, wird auch über den Österreichbezug diverser deutschsprachiger Minderheiten in Europa diskutiert. Im Zuge dessen werden von manchen Politikern, Parteien, Interessensvertretungen, Behörden und Medien die Begriffe „österreichische Minderheit“ und „altösterreichische Minderheit“ verwendet. Diese beziehen sich dabei unter anderem auf deutschsprachige Minderheiten in Italien, Kroatien, Slowenien, Rumänien oder in Tschechien.
Inwieweit diese Volksgruppen am österreichischen Nationswerdungsprozess teilgenommen haben und wie sich die Selbsteinschätzung der betreffenden Minderheiten genau gestaltet, ist bisher noch kaum erhoben worden. Zudem werden Bezeichnungen wie „deutsche, deutschsprachige, altösterreichische und österreichische Minderheit“ häufig diffus und synonym verwendet, ohne dass eine klare Abgrenzung vorgenommen wird.

### Südtirol

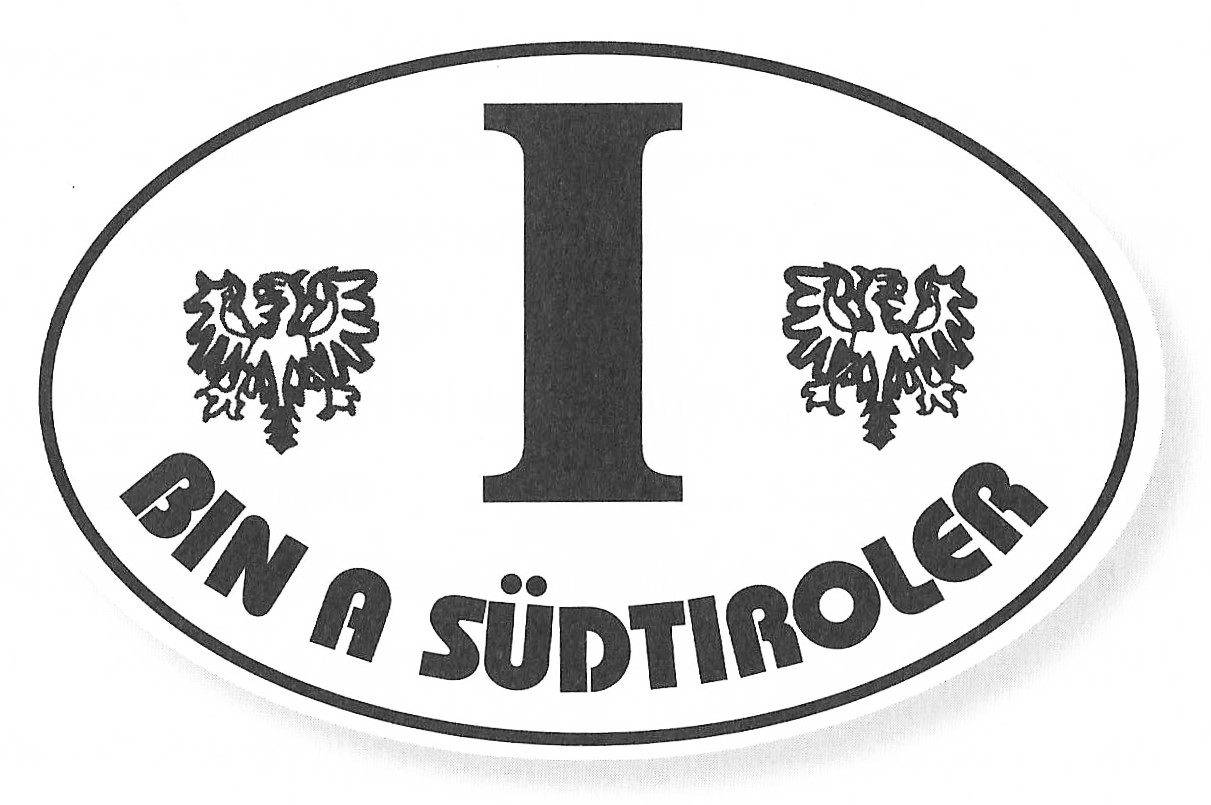
Kfz-Nationalitätszeichen I bin a Südtiroler, 1974

Bei deutschsprachigen Jugendlichen der seit 1919 italienischen Provinz Südtirol ist das Land Südtirol als Hauptidentifikationsfaktor vorherrschend. Im Zuge einer Sozialstudie aus dem Jahr 1999 gaben über 79 % der befragten deutschsprachigen Jugendlichen an, sich in erster Linie als Südtiroler zu fühlen, bei den italienischsprachigen lag dieser Anteil nur bei etwa 11 %. Bei der Frage, mit welchem Gebiet sie sich am stärksten verbunden fühlten, nannten 40,6 % der Jugendlichen mit deutscher Muttersprache Südtirol, 6,6 % Italien, 1,4 % Europa und nur 0,4 % Österreich. Dies ist ein Anzeichen dafür, dass die Südtiroler am österreichischen Nationswerdungsprozess nicht teilgenommen haben. Daneben wurden in jüngerer Zeit, befördert durch den Prozess der europäischen Integration sowie die günstige Autonomieentwicklung, zögerliche Formen der Interkulturalität festgestellt.
Auch offizielle Bezeichnungen wie „Abteilung Deutsche Kultur“, dem mehrere Ämter zugehörig sind, oder „Deutsches Schulamt“ sprechen gegen die Teilnahme an der österreichischen Nationswerdung. Von offizieller Seite wird meistens von der deutschen Sprachgruppe oder von den deutschsprachigen Südtirolern gesprochen. Informell wird meist zwischen „Deutschen“ (deutschsprachigen Südtiroler) und „Italienern“ unterschieden.
Aufgrund der historischen, kulturellen und sprachlichen Verbundenheit mit dem Bundesland Tirol wird von vielen Seiten die Verbundenheit zu jenem betont. Beispielsweise unterstreicht die Süd-Tiroler Freiheit mit der Schreibweise Süd-Tirol den besonderen Bezug zu Tirol.
Andererseits hatte der sozialdemokratische Außenminister Österreichs, Bruno Kreisky, 1960 im Rahmen seines Engagements vor den Vereinten Nationen Wert drauf gelegt, von den Südtirolern als einer österreichischen und nicht als einer deutschen Minderheit in Italien zu sprechen. Dieser Ansatz wurde in den darauffolgenden Jahren nur von einigen führenden südtirolischen Politikern weiterverfolgt, wenngleich er vor allem in dem von 1989 bis 2014 amtierenden Landeshauptmann Luis Durnwalder einen gewichtigen Fürsprecher hatte.
Seit dem Inkrafttreten der Autonomiebestimmungen von 1972 wird außerdem ein langsamer, subnationaler Regionalisierungsprozess beobachtet, der eine eigenständige Südtiroler Identität befördert hat, die sich zunehmend in Gegensatz zu Italien, aber auch zu Österreich und Deutschland bringt und eine eigenständige Form regionalen Selbstbewusstseins hervorgebracht hat.
So zeigt sich heute, dass der von einer rechten Partei in Südtirol gemachte Vorschlag, den deutschsprachigen Südtirolern auch die österreichische Staatsbürgerschaft zu verleihen, von der Bevölkerung selbst klar abgelehnt wird, nicht nur von den italienisch Sprechenden, sondern selbst von den Deutschsprachigen.

### Slowenien
In der slowenischen Volkszählung von 2002 deklarierten sich 181 Personen als ethnische Österreicher. Im Jahr 1953 hatten sich noch 289 slowenische Staatsbürger zur österreichischen Volksgruppe gezählt. Im Vergleich dazu deklarierten sich 2002 insgesamt 499 Personen als Angehörige der deutschen Minderheit, 1953 waren es noch 1617 gewesen. Demgemäß ist die österreichische Minderheit im Vergleichszeitraum um 37 %, die deutsche um 69 % geschrumpft. Über die genauen Beweggründe für das Selbstbekenntnis der deutschsprachigen Slowenen zu einer der beiden Minderheiten liegen keine Daten vor. Was die Rechte der deutschsprachigen Minderheit betrifft, fanden immer wieder Schlagabtäusche zwischen slowenischen und österreichischen Politikern statt, vor allem vor dem Hintergrund des Kärntner Ortstafelstreits.

## Begriffsverwendung
Der Begriff Nation wird im Allgemeinen auf zwei Arten verwendet. Zum einen in seinem eigentlichen ideologischen Sinn, als Sammelbegriff für kollektive Identitäten, zum anderen als Ausdruck zur Beschreibung der Gesamtheit der Bevölkerung. Aussagen wie „Die ganze Nation trauert“ sind deshalb nicht als im eigentlichen Begriffssinn verwendet zu betrachten. Des Weiteren hat sich das Wort Nation, beziehungsweise der Wortteil National-, in etlichen politischen Begriffen in Österreich niedergeschlagen. Auch hierbei ist zu beachten, dass die Bezeichnung „national“ meist eher im staatsrechtlichen als im Sinn der nationalen Identität verwendet wird. Beispiele dafür sind etwa: Nationalrat, Nationalbank, Nationalbibliothek, Nationalpark, Nationaler Sicherheitsrat oder Nationalfonds.
Auch das amtlich verbindliche Österreichische Wörterbuch verwendet den Begriff „österreichische Nation“ und verweist bei den Wörtern „Nation“ und „österreichisch“ jeweils darauf. Kreisky – auf die Frage, ob es eine österreichische Nation gebe, angesprochen – meinte, dass, wenn es eine Nationalbank, eine Nationalbibliothek und eine Fußballnationalmannschaft gebe, es wohl auch eine Nation geben müsse.
Obwohl der Nationalfeiertag auch auf Grund seines historischen Datums (Gedenken an die Verabschiedung des Neutralitätsgesetzes am 26. Oktober 1955) in die Reihe der oben genannten, eher staatsrechtlich als national konnotierten Begriffe passt, wird er von Gegnern zur Abgrenzung vom österreichischen Nationsbewusstsein eingesetzt: Sie sprechen vom Staatsfeiertag, um ihre Ablehnung der österreichischen Nation anzudeuten. Auch Görlich wertet den Nationalfeiertag durchaus ideologisch, indem er die Ablehnung dieses Begriffs etikettiert: „Wer für den 26. Oktober bewußt das Wort Nationalfeiertag nicht verwendet, zeigt, wes Geistes Kind er ist.“
Der Nationalfeiertag war ursprünglich als Tag der Flagge, später als Tag der österreichischen Fahne begangen worden und schließlich 1965 mit den Stimmen aller Parlamentsparteien in „Österreichischer Nationalfeiertag“ umbenannt worden. Die Einführung der Feiertagsruhe für den Nationalfeiertag ab 1967 wurde von der FPÖ jedoch nicht mehr mitgetragen. Der damalige ÖVP-Funktionär Peter Diem hielt bei einer überparteilichen Jugendfeier zum Nationalfeiertag 1968 eine Rede, in der er sagte:

„Der 26. Oktober – Feiertag einer Nation, die umso mehr Wirklichkeit wird, je vehementer sie in Frage gestellt wird – ist von allen Nationalfeiertagen wohl der seltsamste. Wäre er das nicht, wäre er nicht österreichisch. Viele bezeichnen den 26. Oktober als synthetischen Nationalfeiertag. Er ist synthetisch. Er ist nicht die Erinnerung an Revolution oder Separation, an Schlacht oder Herrschergeburt. Der österreichische Nationalfeiertag – die Wiederkehr der Beschlussfassung über die österreichische Neutralität – ist Herausforderung zur Reflexion, eine jährliche Einladung zur Bestimmung unseres geistigen Standortes als Österreicher.“

Am 26. Oktober finden regelmäßig Leistungsschauen des Bundesheeres statt, und diverse Einrichtungen des Bundes laden zu einem Tag der offenen Tür. Dennoch wird der Nationalfeiertag in Österreich nicht traditionell mit besonderem Volksfestcharakter gefeiert. Der Vorarlberger Landeshauptmann Herbert Sausgruber meinte dazu anlässlich einer Rede zum Nationalfeiertag:

„Der österreichische Nationalfeiertag wurde zwar nie zu einem großen patriotischen Volksfest wie der 14. Juli in Frankreich oder der 1. August in der Schweiz. Entscheidend aber ist, dass uns ein ‚National‘-Feiertag selbstverständlich wurde; dass wir Österreicher als erfolgreiches Land seit 1945 zu einer selbstbewussten ‚österreichischen Nation‘ gereift sind.“

## Gegenpositionen
Kritik erfährt der österreichische Nationsbegriff hauptsächlich von Seiten deutschnationaler Kreise. Jörg Haider sagte 1988 in einem Interview über die österreichische Nation:

„Das wissen Sie [ja] so gut wie ich, dass die österreichische Nation eine Missgeburt gewesen ist, eine ideologische Missgeburt, denn die Volkszugehörigkeit ist die eine Sache und die Staatszugehörigkeit ist die andere Sache. Man hat ja versucht, nach 1945, um hier die besondere Distanz zur Vergangenheit zu wahren, diese österreichische Nation zu schaffen, damit einen Bruch der jahrhundertelangen österreichischen Geschichte vollzogen. Denn es geht darum, welchen Beitrag Österreich im Rahmen der deutschen Geschichte getragen hat.“

Auch die 1988 wegen nationalsozialistischer Wiederbetätigung aufgelöste NDP trat gegen die österreichische Nation auf, indem sie im Zuge des Bundespräsidentenwahlkampfes 1980 die Erhaltung der deutschen Volkseinheit und den Kampf gegen die Lüge von der Existenz einer sogenannten ‚österreichischen Nation‘ forderte. Diese Haltung wurde vom Verfassungsgerichtshof als nationalsozialistisch gewertet:

„Weiters kann die unter Punkt 1 des NDP-Programmes dargelegte Ansicht, ‚die Österreicher deutscher Muttersprache gehören dem deutschen Volk an‘, verbunden mit der dort vertretenen These, ‚die Nation ist ein durch Geschichte, Sprache, Kultur, Abstammung und Lebensraum gekennzeichnete Großgruppe von Menschen‘, deren Bestand nur durch ‚Abgrenzung nach Außen als Schutz vor Überfremdung und durch Integration im Inneren zur Erhaltung der Volksgemeinschaft‘ gesichert werden könne – trotz der Beteuerung des Bekenntnisses zur Verfassung (der Republik Österreich) – nur so verstanden werden, daß das Parteiprogramm der NDP ungeachtet der in Europa bestehenden nationalstaatlichen Grenzen von einem Fortbestehen eines Großdeutschen Reiches ausgeht, in welchem die Österreicher einen Teil des Gesamtvolkes bilden, wie etwa beispielsweise die Bayern. Für diese Annahme spricht auch die Forderung des Programms nach dem ‚Kampf gegen die Lüge von der Existenz einer sogenannten österreichischen Nation‘ und nach einer ‚aktiven Politik für die Erhaltung des Deutschtums in aller Welt und Schutz unserer Landsleute vor Willkür und Unterdrückung durch fremde Staaten‘. Daß derartige Ansichten und damit verbundene Forderungen Ausfluß nationalsozialistischen Gedankengutes sind, bedarf auch im Hinblick auf die Judikatur des VfGH (Slg. 2459/1952) keiner weiteren Erörterung. […] § 5 der Statuten der NDP verlangt, daß sich ihre Mitglieder zum deutschen Volkstum bekennen müssen. Ein bloß auf die gemeinsame Sprache und kulturelle Gemeinsamkeit (die im übrigen historisch zu Teilen der ehemaligen Monarchie in gleicher Weise wie zu Deutschland besteht) aufbauender Volksbegriff ist jedoch dem Programm der NDP ebenso fremd wie ein Abstellen der Zugehörigkeit zu einem Volk bloß auf Grund des subjektiven Bekenntnisses. Würde die Zugehörigkeit zu einem bestimmten Volk nämlich bloß vom subjektiven Bekenntnis des Betreffenden abhängen, so müßte es in gleicher Weise auch möglich sein, sich zu einer österreichischen Nation zu bekennen. Das ‚Grundsatz- und Forderungsprogramm der NDP‘ bezeichnet das Bekenntnis zur österreichischen Nation jedoch als Lüge.“

Aus wissenschaftlicher Sicht ist der Nationsbegriff im Allgemeinen und das die Nationswerdung betreffende österreichische Geschichtsbild im Besonderen ebenso Kritik ausgesetzt. Die Politologin Erna Appelt warnt etwa vor der Vereinheitlichung des Individuums, der es durch den Nations- oder den Volksbegriff unterworfen sein kann, und vor deren ausgrenzender Wirkung:

„Die Rede von den „echten Österreichern“ bzw. von den „Deutschen als ein normales Volk“ greift auf ein Vokabular zurück, das Versatzstücke jener Ideologie verwendet, die den Nationalsozialismus vorbereitet hat. ‚Was ist normal?‘. ‚Was ist ein Volk?‘, und vor allem: ‚Was ist ein normales Volk?‘. […] Und hieran schließt sich unmittelbar die Frage an, was mit all jenen zu geschehen habe, die eben nicht dieser angenommenen Norm entsprechen und nicht in diese Echtheit einbezogen werden. […] Die ‚GastarbeiterInnen‘, Kärntner SlowenInnen, die Roma und Sinti, die Juden, Kommunisten und die antifaschistischen Partisanen des Zweiten Weltkrieges, sie alle sind verdächtig, keine ‚echten Österreicher‘ zu sein.“

Gleichzeitig streicht Appelt auch die Wandelbarkeit heraus, der alle Begriffe unterworfen sein können, und von der ihrer Meinung nach auch der österreichische Nationsbegriff nicht verschont wird:

„Die Geschichte dieses Jahrhunderts hat uns skeptisch werden lassen. Vieles was etwa vor einigen Jahren über die österreichische Nation geschrieben werden konnte, klingt heute überholt. Schon werden Stimmen laut, die das Projekt Österreich als ein transitorisches Projekt auffassen. Daß die Legenden der österreichischen Nachkriegszeit sich endgültig als Mythen entpuppt haben, kann durchaus als Chance begriffen werden.“

Während in den meisten europäischen Staaten die Nationswerdung noch im 19. Jahrhundert abgeschlossen wurde, ist Österreich im Vergleich dazu ein nationaler Spätentwickler. Trotzdem, so Appelt, könnte die Vorstellung von einer österreichischen Nation bald durch eine gesamteuropäische Identifikationsidee abgelöst werden. Diese Entwicklung wiederum wird von deutschnationaler Seite ebenso kritisiert wie die Vorstellung von einer eigenständigen nationalen österreichischen Identität. Andreas Mölzer schrieb dazu:

„Und die Frage, ob die Österreicher des beginnenden 21. Jahrhunderts nun Deutsche seien oder Angehörige einer eigenen Nation, stößt zunehmend auf emotionsloses Unverständnis. Kein Wunder, angesichts der multikulturellen Gesellschaft, die die Existenz des deutschen Volks insgesamt relativiert. Kein Wunder auch angesichts der nivellierenden Tendenzen der allgemeinen Europäisierung. Geradezu skurril dabei ist allerdings, daß jene Kräfte, die nach 1945 die „österreichische Nation“ zum politischen Dogma erhoben haben, in unseren Tagen zuerst bereit sind, diese ‚österreichische Nation‘ gegenüber der multikulturellen Gesellschaft und der nivellierenden Europäisierung preiszugeben.“

Untersuchungen seit dem Beitritt Österreichs zur Europäischen Union, so die Soziologin Nadja Lamei, deuten jedoch darauf hin, dass ein Übergang zu einem europäischen Selbstverständnis, beziehungsweise eine Schmälerung des Österreichbewusstseins, bisher nicht stattgefunden hat.